# Katedra Wniebowzięcia Najświętszej Marii Panny we Lwowie (katedra Ormiańska)
Katedra Wniebowzięcia Najświętszej Marii Panny we Lwowie albo katedra Ormiańska, ukr. Вірменський кафедральний собор Успіння Пресвятої Богородиці) – jeden z najstarszych i najcenniejszych zabytkowych kościołów Lwowa, ufundowana przez Ormian w II połowie XIV wieku, będąca niemal od początku ośrodkiem biskupstwa ormiańskiego. Wielokrotnie przebudowywana i rozbudowywana, zachowała ślady architektoniczne ze wszystkich etapów swojej historii. Ważne w dziejach katedry znaczenie miała jej rozbudowa i modernizacja przeprowadzona w I połowie XX wieku, podjęta z inicjatywy arcybiskupa Józefa Teofila Teodorowicza. W proces rozbudowy zaangażowane były znaczące osobistości ze świata nauki i sztuki, w tym: Jan Bołoz Antoniewicz (autor dekoracji apsyd), Franciszek Mączyński (projektant rozbudowy świątyni), Józef Mehoffer (autor mozaik na kopule i w jej otoczeniu) oraz Jan Henryk Rosen (autor malowideł ściennych, wykonanych w latach 1925–1929).
Do 1945 roku świątynia była katedrą katolicką obrządku ormiańskiego pod wezwaniem Wniebowzięcia Najświętszej Maryi Panny. Po II wojnie światowej, wraz z przyłączeniem Lwowa do ZSRR, wprowadzeniem ustroju komunistycznego i zmuszeniem Ormian do wyjazdu do Polski Ludowej katedra została zamknięta i przekazana na potrzeby Lwowskiej Galerii Obrazów jako magazyn. Funkcję tę pełniła do roku 2000. W latach 2000–2003 przekazana etapami ustanowionej w 1997 roku diecezji Apostolskiego Kościoła Ormiańskiego, obejmującej Ormian przybyłych na Ukrainę po II wojnie światowej. W latach 2006–2013 przeprowadzono w katedrze prace konserwatorskie. Część tych prac sfinansowała Rada Miejska Lwowa, a część Ministerstwo Kultury i Dziedzictwa Narodowego oraz Fundacja Kultury i Dziedzictwa Ormian Polskich.

## Położenie kompleksu budynków katedralnych
Katedra ormiańska wchodzi w skład kompleksu budynków użytkowanych przez duchowieństwo ormiańskie, usytuowanych w obrębie ulic: Ormiańskiej (od południa), Krakowskiej (od zachodu) i Łesi Ukrainki (dawnej Skarbkowskiej) od północy. Od wschodu granicę kompleksu stanowią budynki kapituły ormiańskiej i pałac arcybiskupów ormiańskich; pomiędzy nimi a katedrą znajduje się Zaułek Ormiański (dziedziniec wschodni), będący zarazem pasażem pomiędzy ulicami Łesi Ukrainki, a Ormiańską. Południową granicę Zaułka stanowi dzwonnica katedralna, obok której jest przejście na dziedziniec południowy, a z niego wyjście na ulicę Ormiańską. Pomiędzy katedrą a ulicą Łesi Ukrainki znajduje się dawny klasztor benedyktynek ormiańskich, oddzielony od katedry dziedzińcem północnym. Główne wejście do katedry prowadzi od ulicy Krakowskiej. Cały kompleks stanowi nieregularny czworobok. Ponieważ Zaułek Ormiański i ulica Krakowska położone są skośnie względem siebie, oś podłużna katedry jest przełamana w kierunku południowym w miejscu styku kaplicy kopułowej z kruchtą i wejściem głównym.

## Historia

### 1356–1630
W historii Lwowa ważną rolę odgrywała kolonia ormiańska. Pierwsi Ormianie osiedli we Lwowie jeszcze przed lokacją miasta w rejonie kościoła św. Jana Chrzciciela, przy którym w 1375 roku odnotowano istnienie ormiańskiego klasztoru. Lwów pośredniczył w międzynarodowym handlu lewantyńskim. Na jego obszarze działali kupcy greccy, żydowscy, włoscy i ormiańscy. Kolonie tych ostatnich były rozsiane w wielu miastach, poza Lwowem m.in. w Zamościu, Tarnopolu i Kamieńcu Podolskim.
Po lokacji miasta dokonanej przez Kazimierza Wielkiego w 1356 roku Ormianie mieszkali początkowo w obrębie przyznanej im ulicy, w północnej części miasta lokacyjnego. Później, w miarę wzrostu zamożności i polonizacji wychodzili poza swój pierwotny teren zamieszkania.
We Lwowie powstało kilka kościołów ormiańskich, m.in. św. Anny, św. Jakuba z Nisibis i św. Krzyża. Dwa pierwsze zostały zburzone w XIX wieku, trzeci przejęli teatyni, a od nich księża misjonarze.
Pierwsza świątynia na miejscu obecnej katedry była drewniana i powstała, według tradycji, jeszcze w XII wieku. Pierwszym znanym i udokumentowanym rokiem budowy świątyni jest rok 1183. Istniała ona na pewno w II połowie XIII wieku. W 1353 roku spłonęła w wyniku najazdu Litwinów.
Pierwsza świątynia ormiańska, dedykowana Zaśnięciu Najświętszej Marii Panny została zbudowana w latach 1356–1363. Jej budowa związana była z zabiegami katolikosów z Sis w Cylicji o utworzenie biskupstwa kościoła ormiańskiego na Rusi. Katolikos Mesrob I powołał w styczniu 1364 roku biskupa Grigora (Grzegorza) na stanowisko zwierzchnika kościoła ormiańskiego na Rusi, natomiast 15 stycznia następnego roku król Kazimierz Wielki wydał przywilej zezwalający biskupowi na osiedlenie się we Lwowie i sprawowanie władzy nad Ormianami w Królestwie Polskim. Czas budowy i imiona fundatorów murowanej cerkwi dedykowanej Zaśnięciu Najświętszej Marii Panny są zapisane w akcie erekcyjnym wystawionym 30 sierpnia 1363 roku. Fundatorami świątyni byli Ormianie spoza Lwowa: Jakub syn Szachinszacha, pochodzący z Kaffy i Panos, syn Abrahama (Abrahamianca) z Gazaratu lub innej kolonii Republiki Genui. Świątynię wzniósł włoski architekt-budowniczy, noszący nazwisko Doring (Dore lub Dorchi), zapewne z udziałem ormiańskich budowniczych. Według niektórych badaczy (Władysław Łoziński, Tadeusz Mańkowski) również on urodził się we włoskiej rodzinie w Kaffie lub przybył na Krym z Genui. To wyjaśnia jego dobrą znajomość architektury włoskiej, ormiańskiej oraz tradycji architektury bizantyńskiej. Według innych badaczy (Jacek Chrząszczewski) pierwowzorem dla tej najstarszej części katedry ormiańskiej we Lwowie, a przynajmniej znaczną inspiracją dla jej budowniczych, była ormiańska świątynia Surp Nyszan (Św. Znak) w górskim klasztorze Surb Chacz (Św. Krzyż) koło Starego Krymu.
Powstała budowla nawiązywała stylem do architektury kolonii ormiańskich na Krymie, widoczne też były wpływy grecko-bizantyńskie. Jako materiału budowlanego użyto kamienia ciosanego, spajanego wapnem. Do elementów przejętych z rodzimej architektury należały: apsyda boczna, wnęki w ścianach bocznych o charakterystycznym, klinowatym kształcie i system dekoracyjnych, ślepych arkad, stanowiących element zdobniczy zewnętrznych ścian budowli sakralnych Armenii. Katedrę zbudowano na planie krzyża równoramiennego. Była to świątynia w typie bazyliki, trzynawowa z transeptem, o wymiarach 15 × 12,5 m. Nawa środkowa miała 5 m szerokości, nawy boczne po 1,7 m. Mury, grube na 1,4 m, zbudowano z surowego kamienia, spajanego wapnem i oblicowanego na zewnątrz i wewnątrz okładzinami. Pod tym względem katedra ormiańska bardzo różniła się od innych XIV-wiecznych świątyń Lwowa, zbudowanych w stylu gotyckim z czerwonej, nie otynkowanej cegły. Na zamknięciu każdej z naw zbudowano apsydy. Na skrzyżowaniu nawy głównej z transeptem wzniesiono kopułę wspartą na dwunastobocznym bębnie. Ściany oblicowano ciosem a dach pokryto płytami kamiennymi. Od frontu zbudowano niewielki przedsionek, tzw. dżamadun. Ornamentyka budowli zachowała motyw winnej latorośli, powszechny w armeńskim budownictwie; zdradza też wpływy seldżuckie i perskie. Wnętrze było bogato polichromowane. Część malowideł przetrwała do XX wieku. Niektóre detale w architekturze katedry są wspólne z kościołem św. Jana Chrzciciela przy Starym Rynku we Lwowie zbudowanym między rokiem 1363 a 1371. Te wspólne elementy to półkoliste łuki na elewacjach (zrekonstruowane w latach 80. XX wieku na wzór wcześniej istniejących) oraz zachowany na jednym z ciosów elewacji wschodniej ormiański krzyż wotywny.
Katedra po wybudowaniu stała się ośrodkiem biskupstwa ormiańskiego. Pierwszym biskupem został wspomniany Grzegorz.
W 1381 roku Lwów doznał poważnych zniszczeń w wyniku pożaru. Ucierpiała również katedra. Jej rekonstrukcja zdaniem niektórych historyków przeciągnęła się do roku 1437. W trakcie tych prac od północnej i południowej strony świątyni dobudowano arkadowe krużganki, połączone od zachodu narteksem (dżamadunem). Pod ich posadzką, podobnie jak w podziemiach katedry, grzebano zasłużonych przedstawicieli gminy ormiańskiej.
Pierwotna wieża katedralna spłonęła podczas pożaru Lwowa w 1527 roku. Nową postanowił wybudować Andrzej z Kaffy, który wynajął w tym celu architekta Piotra Krassowskiego, który w latach 1570–1571 wzniósł trzykondygnacyjną wieżę-dzwonnicę. Pod koniec XVI wieku Piotr Barbon wybudował zakrystię.

### 1630–1700
W 1630 roku biskup ormiański Lwowa Mikołaj Torosowicz zawarł unię z Rzymem. W tym samym roku postanowił powiększyć świątynię. Projekt przebudowy stworzył lwowianin Wojciech (Albert) Kielar. Do XIV-wiecznego kościoła od strony zachodniej dobudowano niską, długą na 11 m i szeroką na 9,7 m nawę. Została ona zbudowana z cegły i otynkowana na zewnątrz i wewnątrz. Otrzymała dwuprzęsłowe sklepienie kolebkowe z lunetami. W ścianach umieszczono po dwa okna. Na styku starej i nowej części katedry utworzono szerokie, sklepione łukowo przejście, natomiast od zachodu zbudowano trzyprzęsłowy przedsionek. Wskutek tej rozbudowy powstała świątynia na planie krzyża łacińskiego, zbliżona tym samym do planu kościołów rzymskokatolickich. Stara, pierwotna część katedry w całości stała się prezbiterium nowej świątyni. Wraz z rozbudową arcybiskup Torosowicz wyposażając katedrę dostosował ją do nowego obrządku liturgicznego. wzniesiono barokową ambonę, nowy tron biskupi, drewniane, zdobione ławy i ołtarze. Wraz ze zmianą obrządku i przyjęciem dogmatyki katolickiej zmieniono też wezwanie katedry na Wniebowzięcia Najświętszej Maryi Panny.
Pomimo rozbudowy katedra w połowie XVII wieku znajdowała się w złym stanie technicznym; dachy przeciekały, a dachówki i tynki odpadały. W latach 1670–1671 dokonano remontu świątyni. Po stronie północnej zbudowano zakrystię. Dokonano też renowacji dzwonnicy. W latach 1675–1676 przybyły z Kamieńca Podolskiego do Lwowa trzy benedyktynki z misją założenia tu zgromadzenia ormiańskiego według reguły św. Benedykta. Zamieszkały w położonych koło cmentarza ormiańskiego kamienicach, które w latach 1682–1683 przebudowano na klasztor, zamykający północny dziedziniec od ulicy Ormiańskiej Niższej i połączony krużgankiem z katedrą. W roku 1690 zakonnice otrzymały od papieża Aleksandra VIII zezwolenie na założenie klasztoru podlegającego regule św. Benedykta z zachowaniem obrządku ormiańskokatolickiego. Arcybiskup Wartan Hunanian zbudował dla siebie i swoich następców nową rezydencję, zlokalizowaną na wschodnim dziedzińcu, przylegającą do dzwonnicy i budynku sądu ormiańskiego. W 1694 roku pożar zniszczył mury katedry i częściowo wystrój jej wnętrza.

### XVIII wiek
W 1704 roku Lwów został zdobyty przez Szwedów i został zmuszony do zapłacenia kontrybucji, która dotknęła również społeczność ormiańską. Po Szwedach miasto zajęły wojska rosyjskie, po nich polskie (króla Stanisława Leszczyńskiego i znowu szwedzkie. Wraz z wojną nawiedzały Lwów liczne epidemie, przyczyniając się do jego upadku. 16 sierpnia 1712 roku w katedrze wybuchł ogromny pożar uszkadzając także dzwonnicę i klasztor benedyktynek. W latach 1723–1731 w związku z wcześniejszym pożarem gruntownie odremontowano świątynię; podwyższono wówczas sklepienia nawy głównej i zbudowano przedsionek o trzech kopułkach. Prace budowlane sfinansował dyrektor sądów ormiańskich we Lwowie Krzysztof Augustynowicz, brat arcybiskupa Jana Tobiasza Augustynowicza. Wnętrze świątyni otrzymało wówczas bogate, barokowe wyposażenie, na które składało się jedenaście ołtarzy, ambona, tronu biskupi, ławy i konfesjonały. Fundator zlecił też ustawienie na dziedzińcu przykatedralnym kolumny z figurą św. Krzysztofa, dłuta nadwornego artysty książąt Wiśniowieckich, Christiana Seynera. Dziedziniec ten stał się w przeciągu wieków miejscem pochówku kolejnych arcybiskupów ormiańskich.
W 1743 roku w katedrze wybuchł nowy pożar (spaliła się górna część dzwonnicy), a w 1748 roku kolejny, który zniszczył kościół i klasztor; ocalała jednak większość wyposażenia świątyni. Niezwłocznie podjęto dzieło odbudowy, a kierownictwo robót objął budowniczy Marcin Urbanik. W latach 1749–1752 odbudowano klasztor, a w roku 1750 – kościół, choć prace nad wystrojem wnętrza przeciągnęły się do roku 1755. Powstała wówczas nowa polichromia wnętrz świątyni wykonana w stylu późnobarokowym. Na zewnątrz, na ścianie południowej powstało malowidło przedstawiające scenę ścięcia św. Jana Chrzciciela. Na początku lat 50. XVIII wieku na dziedzińcu południowym zbudowano drewnianą kaplicę-grotę Chrystusa Ukrzyżowanego. 17 maja 1778 roku w wyniku kolejnego pożaru spłonęła prawie cała ul. Ormiańska; ucierpiała także niedawno odnowiona katedra. Niezwłocznie przystąpiono do odbudowy świątyni, którą ukończono w roku 1779. Jeszcze w 1778 roku odnowiono wnętrze i wstawiono nowe stalle dla księży, a do lata 1779 roku odbudowano rezydencję arcybiskupów i zabudowania klasztorne. W 1784 roku na mocy dekretów cesarskich zamknięto przykościelny cmentarz.

### XIX wiek
W latach 1810 i 1811 władze austriackie na potrzeby wojny z Napoleonem zarekwirowały naczynia i sprzęty liturgiczne: kielichy mszalne, monstrancje, krzyże, tace, puszki na komunikanty, kandelabry, a także wyroby złotników ormiańskich z XVI–XVII wieku, portrety na blasze srebrnej i srebrną trumienkę, w której przechowywano relikwie św. Klemensa. Wygląd katedry nie uległ mianie – w połowie XIX wieku był taki sam, jak po remoncie w 1755 roku. W kolejnych latach zmodernizowano niektóre barokowe ołtarze. W 1862 roku arcybiskup Grzegorz Michał Szymonowicz postanowił, w porozumieniu z kapitułą, wykonać nowe dekoracje malarskie wnętrza katedry. Polichromię zrealizował dekorator teatralny, Jan Düll. Według starszych relacji odnową obrazów i malowideł oraz pomalowaniem na nowo wnętrza świątyni zajmował się malarz Jabłoński, co mogłoby sugerować, że w katedrze pracowało wtedy dwóch malarzy albo też przeprowadzono dwie nieodległe od siebie w czasie restauracje. W 1879 roku odnowiono niektóre obrazy w ołtarzach oraz rozpoczęto przebudowę wieży-dzwonnicy, która zakończyła się pod koniec stulecia. Stan techniczny katedry jednak pogarszał się; jej mury były popękane, a część ołtarzy z powodu zniszczeń trzeba było zdemontować.

### XX wiek

#### 1901–1939
Na początku XX wieku budynek katedry znajdował się w bardzo złym stanie technicznym. Ściany były popękane, dach przeciekał, a wody gruntowe, które zalewały piwnice, osłabiały fundamenty i powodowały wilgoć we wnętrzu świątyni. Gdy w 1901 roku zmarł arcybiskup Izaak Mikołaj Isakowicz, jego następcą został kanonik katedralny, Józef Teofil Teodorowicz. Podjął on już na samym początku swojej kadencji decyzję o przeprowadzeniu zasadniczej przebudowy i renowacji katedry. Nowy wystrój wnętrza miał być według niego utrzymany „w duchu ormiańskim”. Drugim ważnym założeniem było przekonanie arcybiskupa o konieczności utrzymania i podkreślenia ormiańskiej tożsamości w niewiele już różniącej się od kościołów rzymskokatolickich świątyni. Konieczność zachowania obrządku ormiańskiego miała być, według arcybiskupa, siłą jednoczącą niewielką liczebnie archidiecezję ormiańskokatolicką, ponieważ to w sferze religii Ormianie przechowali najwięcej elementów, które wyróżniały ich spośród innych grup etnicznych. Na początku wieku XX prawie już nie używali oni własnego języka, nie pisali w nim ani nie czytali. Postępująca latynizacja sprawiła, że już około roku 1860 pojawiły się głosy wzywające do zniesienia niewielkiej archidiecezji ormiańskiej i włączenia jej w struktury kościoła rzymskokatolickiego, czemu przeciwstawiał się ksiądz Izaak Mikołaj Isakowicz, późniejszy arcybiskup. Bronił on ormiańskiej tożsamości i podkreślał prawo Ormian do posiadania własnego obrządku. W kontekście architektonicznym niezbędne stały się odwołania do dawnej sztuki ormiańskiej, która jednak, z wyjątkiem może architektury i rękopisów iluminowanych, nie wykształciła wyraźnie odrębnych cech, dających się określić jako zdecydowanie ormiańskie. Podstawową przesłanką, która przypuszczalnie legła u podstaw idei Teodorowicza co do nowego wyglądu katedry po jej renowacji, było odwołanie się do Armenii jako pierwszego kraju, który przyjął chrześcijaństwo jako religię państwową. W tym kontekście w sukurs przyszedł mu Jan Bołoz Antoniewicz, Ormianin z urodzenia, pierwszy profesor historii sztuki na Uniwersytecie Lwowskim. Antoniewicz-Bołoz bardzo interesował się sztuką ormiańską. Już 13 lipca 1893 roku na posiedzeniu Komisji do Badania Historii Sztuki w Polsce referował on artykuł na temat zbioru rękopisów ormiańskich w Bibliotece Narodowej Francji w Paryżu (z których dwa, XVII-wieczne, pochodziły ze Lwowa), a 3 kwietnia 1895 roku na forum tejże Komisji wygłosił odczyt zatytułowany „O architekturze kościelnej i świeckiej oraz ornamentyce ormiańskiej w Polsce”. Od samego początku działał w ciałach doradczych związanych z odnowieniem katedry ormiańskiej.
W czerwcu 1905 roku powołano komitet przebudowy i artystycznego ozdobienia katedry pod przewodnictwem arcybiskupa Teodorowicza. W skład komitetu weszły znane osobistości i koneserzy sztuki jak: Namiestnik Galicji Leon Jan Piniński, Jan Antoniewicz-Bołoz, historyk i kolekcjoner sztuki Władysław Łoziński, malarz pochodzenia ormiańskiego Teodor Axentowicz, historyk architektury i konserwator zabytków Zygmunt Hendel i przedstawiciele Ormian lwowskich, Krzeczunowicz i Seferowicz. Arcybiskup Teodorowicz utrzymywał stały kontakt z Centralną Komisją Konserwatorską w Wiedniu. Jako zasadę przyjęto: odrestaurowanie wschodniej części katedry według zachowanych wzorów architektury XIV-wiecznej, a części nowszej, XVII-wiecznej – według wzorów architektonicznych z tego okresu, nowe rozmieszczenie płyt nagrobnych z napisami ormiańskimi, pokrycie dachów katedry dachówką i zachowanie krużganka przylegającego do katedry od strony ulicy. Kolejne lata upłynęły na sporach merytorycznych i kompetencyjnych oraz na zabiegach o zdobycie funduszy na zaplanowane prace.

##### Nowa dekoracja apsyd
Pierwszymi pracami, wykonanymi jeszcze przed oficjalnym rozpoczęciem przebudowy (1908), były dekoracje apsyd katedry autorstwa Jana Antoniewicza-Bołoza. Motywy do ich dekoracji (ślepe arkady wsparte na cienkich kolumienkach z dekorowanymi plecionką kostkowymi kapitelami i ornamentalnymi, również plecionkowymi, obramieniami okien oraz geometryczny fryz, zdobiący apsydy) uczony zaczerpnął z katedr w Ani i w Wagharszapat. Dość wierne skopiowanie wzorów z tej pierwszej spowodowane było faktem, iż był on zwolennikiem utrwalonego przez tradycję przekonania lwowskich Ormian, że są oni w prostej linii potomkami uchodźców z podbitej przez Seldżuków Ani, stolicy Armenii z czasów dynastii Bagratydów. Najważniejszym jednak zwolennikiem tezy o bezpośredniej zależności lwowskiej świątyni od katedry w Ani był uczeń Antoniewicza-Bołoza, ksiądz Władysław Żyła, autor obszernego, monograficznego opracowania katedry ormiańskiej – Katedra ormiańska we Lwowie (Kraków 1919):

Gdy wrócimy myślą do szeregu zabytków ormiańskich na wschodzie, widzimy, że katedra lwowska najwięcej ma stycznych z katedrą w Ani.

##### Rozbudowa katedry
Najważniejszym zadaniem była rozbudowa świątyni w stronę ul. Krakowskiej i dobudowanie nowej części zachodniej. Sporządzenie projektu rozbudowy arcybiskup Teodorowicz powierzył krakowskiemu architektowi, Franciszkowi Mączyńskiemu, który jako wzór do swoich projektów przyjął (przypuszczalnie popierane przez arcybiskupa) założenia sztuki wczesnochrześcijańskiej lub bizantyńskiej, z wyraźnymi inspiracjami tradycyjną architekturą ormiańską.
Pierwsze szkice i koncepcje dobudowy zachodniej części świątyni Mączyński przedstawił 11 listopada 1908 roku na posiedzeniu Grona Konserwatorów Galicji Wschodniej, a 23 stycznia następnego roku przedstawił uzupełnione plany tej rozbudowy. W 1909 roku rozpoczęto rozbudowę katedry i przebudowę jej wnętrza; zmieniono też część wewnętrznego wystroju. Prace budowlane zrealizowało Biuro architektoniczne i przedsiębiorstwo fabryczne dla wyrobów przemysłu budowlanego Jana Lewińskiego, a budowę nadzorował sam autor projektu. Brak pieniędzy uniemożliwił zrealizowanie jego planów w całości. W latach 1909–1910 dobudowano nową, sięgającą ul. Krakowskiej, część świątyni. Było to pomieszczenie oparte na planie kwadratu, przekryte kopułą opierającą się na trompach i zwieńczoną na zewnątrz latarnią. W zamykającym ją szklanym daszku wmontowano witraż według projektu Karola Maszkowskiego. Sklepienie kopuły pokryły malowidła ścienne, zrealizowane według projektu Antoniego Tucha. Stylizowane na starochrześcijańskie mozaiki przedstawiały one Chrystusa otoczonego aniołami i barankami. Chór organowy ozdobiła ażurowa balustrada wsparta na 6 kroksztynach. Do tego pomieszczenia dobudowano w kierunku ul. Krakowskiej przedsionek, którego górna, zamknięta galeria stanowiła przedłużenie chóru organowego, natomiast dolna, otwarta część pomyślana została jako przejście do kapliczki, zaprojektowanej przy ul. Krakowskiej, ale z braku środków nie zrealizowanej. Zrealizowano natomiast projekt południowej elewacji przedsionka, w którego dolnej, otwartej części zbudowano przejście na podwórze, udekorowane portalem, nad którym umieszczono trzy wąskie okna, mające doświetlać górną galerię.
Restauratorzy starali się przy pomocy dostępnych środków podkreślić wschodnie cechy katedry, tak aby była ona postrzegana jako różniąca się od kościołów rzymskokatolickich. Katedra jest rozpoznawalna jako dzieło architektury ormiańskiej dzięki zwykłym formom architektonicznym, ale w jej dekoracji kamiennej wykorzystano też elementy pochodzące z analogicznych motywów obecnych w sztuce islamu, sztuce wczesnochrześcijańskiej, a nawet romańskiej lub identyczne z nimi. Rozmieszczenie tych motywów, zastosowanych przez Mączyńskiego wskazuje, iż w swych dekoracjach wzorował się on na sztuce ormiańskiej. Rzeźby kamienne we wnętrzu nowo wybudowanej części mają swe źródło w sztuce wczesnochrześcijańskiej Rawenny oraz w ornamentach skopiowanych z ormiańskich rękopisów iluminowanych (jak Ewangeliarz ze Skewry), przechowywanych wówczas w skarbcu katedralnym. Elementy ormiańskie są najbardziej widoczne w dekoracji zewnętrznej nowo wybudowanej części (trzyczęściowe okno w chórze muzycznym, dekoracja portalu zachodniego).
Około 1910 roku w katedrze zamontowano organy, zbudowane przez firmę braci Rieger z Jägerndorfu. Organy te, noszące opus 1277, wyposażone były w trakturę pneumatyczną i miały 26 głosów podzielonych na 2 manuały (11 + 9) i pedał (6). Większość z 1500 piszczałek wykonano z drewna lub cyny. Prospekt organowy miał wygląd drewnianej skrzyni, pozbawionej dekoracji malarskich czy rzeźbiarskich. Organy zamontował i nastroił przedstawiciel firmy Riegel we Lwowie, organmistrz Kazimierz Żebrowski.

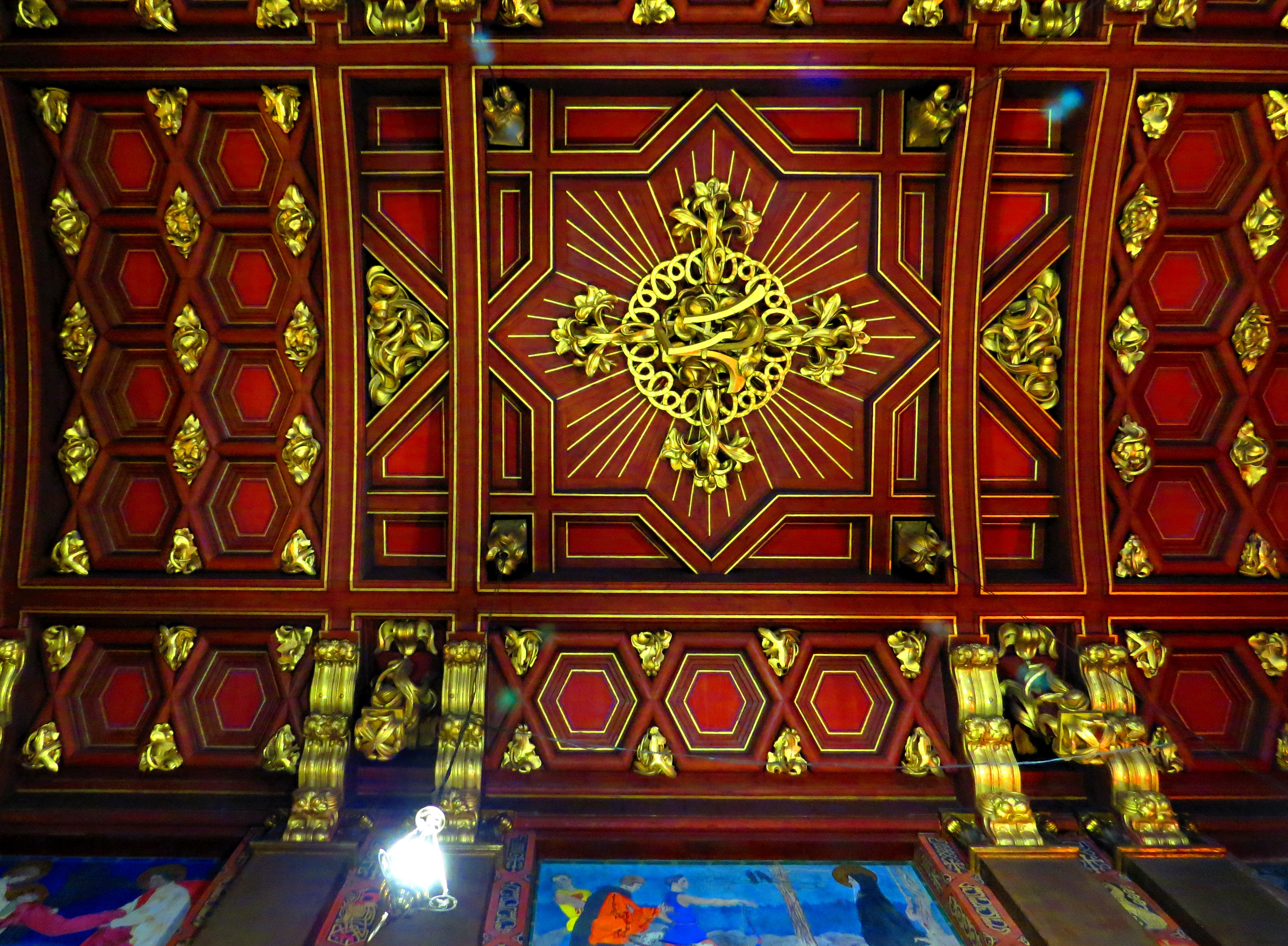
Drewniany plafon Franciszka Mączyńskiego

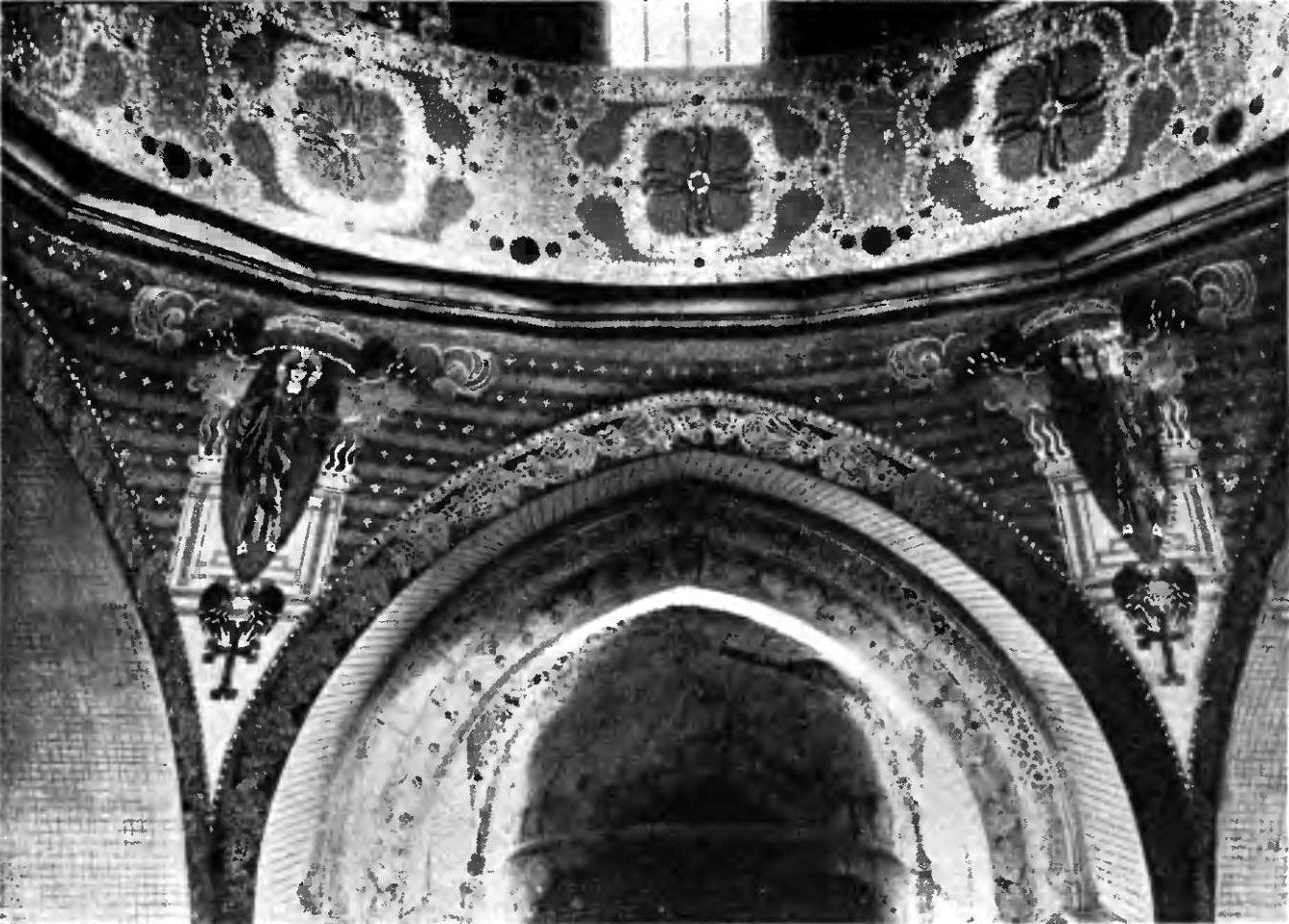
Łuk triumfalny. Pendentywy i część bębna pod kopułą z mozaikami Józefa Mehoffera. W głębi na archiwolcie ornamenty z XIV/XV wieku (fotografia z 1925 roku)

W 1912 roku w nawie głównej katedry zamontowano drewniany plafon, wykonany według projektu Franciszka Mączyńskiego. Składał się on z szeregu sześciokątnych, dużych, masywnych kasetonów o grubych ramach. Kasetony ozdobiono złoconymi i fantazyjnie wygiętymi elementami, podobnymi do mauretańskich arabesek, ze zwieszonymi w dół złoconymi stalaktytami. W centrum plafonu umieszczono dużą, złoconą rozetę, pomiędzy kasetonami – mniejsze rozety, a po ich bokach – rzeźbione konsole. Strop, lekko beczkowo wygięty i pomalowany na ciemnoczerwono, zrealizował lwowski zakład Braci Wczelak, a złocenia – Walenty Jakóbiak.
W latach 1912–1913 na sklepieniu kopuły i pendentywach umieszczona została mozaika przedstawiająca Trójcę Świętą i cztery Personifikacje Cnót. Jej projektantem był Józef Mehoffer, a wykonawcą zakład dekoratorski Gianese z Murano koło Wenecji.
Nowa sytuacja polityczna w Europie Środkowej i powstanie niepodległej Polski wywołały zmiany w strukturze archidiecezji ormiańskiej, która swym zasięgiem objęła cały kraj. Sama katedra nie ucierpiała podczas działań wojennych, w przeciwieństwie do innych kościołów ormiańskich.
W 1923 roku wznowiono prace nad przebudową katedry. Na polecenie arcybiskupa projekt przebudowy dawnego skarbca na nową kaplicę Najświętszego Sakramentu opracował architekt Witold Rawski. W 1926 roku został on inżynierem Miejskiego Zarządu Budowlanego, a dalsze prace projektowe związane z przebudową katedry arcybiskup Teodorowicz powierzył profesorowi Politechniki Lwowskiej, Witoldowi Minkiewiczowi. Kontynuował on przebudowę kaplicy Najświętszego Sakramentu, opracował też projekt jej powiększenia i dobudowania do niej skarbca. Kolejnym etapem była rekonstrukcja krużganka klasztornego. Wiosną 1927 roku rozpoczęto prace renowacyjne na dziedzińcu wschodnim. Odnowiono kolumnę św. Krzysztofa. Rozpoczęto remont wieży-dzwonnicy oraz ogrodzenia i bram od ul. Ormiańskiej i dziedzińca wschodniego.
W latach 1925–1927 w nawie głównej pojawiły się nowe dekoracje malarskie, zrealizowane przez młodego, nieznanego wówczas we Lwowie warszawskiego artystę Jana Henryka Rosena. Inspiratorem ich powstania był arcybiskup Józef Teodorowicz, który w marcu 1925 roku na wystawie w warszawskiej Zachęcie oglądał cykl jego obrazów Rosena, nawiązujący do Złotej legendy Jakuba de Voragine.
W latach 1927–1929 katedra otrzymała nowe wyposażenie: ołtarz główny, tron biskupi i ambonę. Elementy te zostały wykonane na początku XX wieku dla soboru św. Aleksandra Newskiego w Warszawie, zbudowanego w latach 1894–1914 i rozebranego w latach 1924–1926 na polecenie władz odrodzonej Polski. Po rozbiórce elementy wyposażenia soboru trafiły do innych świątyń i muzeów. Wspomniane ołtarz główny, tron biskupi i ambona znalazły się w katedrze ormiańskiej jako dar Ministerstwa Robót Publicznych. Projekt ich adaptacji do wnętrza katedry wykonał Witold Minkiewicz; on też zaprojektował nową aranżację wnętrza i zbudował balustradę wokół ołtarza. Usunięto jednocześnie dawne, barokowe wyposażenie katedry z wieloma drewnianymi ołtarzami, które przeniesiono do innych kościołów, w tym do kościoła w Przedrzymichach koło Żółkwi i do kościoła poreformackiego w Rzeszowie.
W latach 1928–1929 Jan Henryk Rosen kontynuował realizacje kolejnych malowideł. Jako ostatnie powstało w prezbiterium Ustanowienie Najświętszego Sakramentu.
W 1931 roku katedra otrzymała dwa ołtarze boczne, zaprojektowane przez architekta Mieczysława Teodorowicza, wieloletniego kierownika robót wykończeniowych po przebudowie katedry. Ołtarze zostały wykonane z alabastru i marmuru przez zakład rzeźbiarsko-kamieniarski Mariana Antoniaka ze Stanisławowa i ustawione w miejscach wybranych przez projektanta wspólnie z arcybiskupem Teodorowiczem i proboszczem katedry, Dionizym Kajetanowiczem. w tym samym roku zbudowano z czarnego marmuru nową ambonę, na planie kola o średnicy około 1 m, która zastąpiła dawną ambonę barokową.
W 1932 roku przed zarządem katedry stanął problem zawilgocenia murów świątyni i groźba zniszczenia malowideł Rosena. Przyczyną kłopotów był spadek terenu od ul. Ormiańskiej w stronę północną i związane z tym podtapianie murów katedry. Prace badawcze i zabezpieczające rozpoczęto w 1936 roku, ale wybuch II wojny światowej uniemożliwił ich dokończenie. W latach 1935–1938 wyremontowano wieżę-dzwonnicę, a w grudniu 1937 roku w prezbiterium ułożono posadzkę z czarnego i białego marmuru. Oznaczało to zakończenie prac modernizacyjnych i dekoratorskich. W efekcie katedra otrzymała jednolity wystrój, który łączył elementy dawnej sztuki ormiańskiej z nowoczesną estetyką. Brak środków finansowych przeszkodził zrealizowaniu wszystkich zamierzeń arcybiskupa Józefa Teodorowicza, takich jak budowa główne wejścia i kaplicy od ul. Krakowskiej, czy dokończenie dekoracji kaplicy Najświętszego Sakramentu włącznie ze zbudowaniem nowego ołtarza. Arcybiskup zmarł 4 grudnia 1938 roku.

Katedrę tę dźwigałem przez lat 25 z zupełnej ruiny (...) i doprowadziłem ją do tego stanu, w jakim jest dzisiaj

Po śmierci arcybiskupa Józefa Teodorowicza w katedrze złożono jego zabalsamowane serce, do czego przygotowano urnę z inskrypcją o treści „Serce J.E. Ks. Arcybiskupa Józefa Teodorowicza, który tak gorąco umiłowało Boga i Ojczyznę” 1938 dokonał balsamowania zwłok arcybiskupa.
Arcybiskupstwo ormiańskie było do 1945 roku jednym z trzech katolickich arcybiskupstw z siedzibą we Lwowie.

#### 1939–1945
Wybuch II wojny światowej oznaczał ciężką próbę dla kościoła ormiańskokatolickiego. Wszystkie parafie archidiecezji lwowskiej znalazły się pod okupacją sowiecką. Nowe władze ograniczyły lub zlikwidowały działalność instytucji i organizacji ormiańskich. Rozpoczęte aresztowania i deportacje w głąb ZSRR dotknęły również wiernych Kościoła ormiańskokatolickiego. Straty osobowe poniosło duchowieństwo, regularnie jednak odprawiano nabożeństwa w katedrze oraz innych świątyniach ormiańskokatolickich. Podobnie czyniono w czasie okupacji niemieckiej Lwowa. 27 lipca 1944 roku Lwów ponownie zajęły wojska sowieckie. Rozpoczęła się nowa fala aresztowań duchowieństwa, mająca na celu likwidację kościoła ormiańskokatolickiego.

#### 1945–2000
26 listopada 1945 roku aresztowano administratora diecezji ks. infułata Dionizego Kajetanowicza i kanclerza Kurii metropolitalnej, ks. Witolda Kwapińskiego oraz innych duchownych likwidując tym samym archidiecezję lwowską obrządku ormiańskokatolickiego. Aresztowanym księżom postawiono zarzut działalności antyradzieckiej i współpracy z hitlerowskimi Niemcami. Aresztowanych wymierzono kary więzienia i łagru. Niemal wszyscy Ormianie (prawie 99%) wyjechali do Polski w ramach tzw. akcji repatriacji ludności polskiej. Od 1946 roku katedrę wykorzystywano jako magazyn Lwowskiej Galerii Obrazów, którą to funkcję katedra pełniła do roku 2000.
W tym czasie świątynia niszczała. Na ścianach pojawiła się wilgoć i grzyb. Uszkodzeniu uległy malowidła Jana Henryka Rosena na południowej ścianie nawy. W kaplicy nad chórem muzycznym został zniszczony daszek nad latarnią. Uszkodzeniu uległy witraże Rosena w nawie. Zniszczone zostało umeblowanie świątyni: ławki, klęczniki i krzesła. W kaplicy pod chórem zachowały się dwa konfesjonały, zawilgocone i zniszczone. Organy katedralne zostały jeszcze w 1949 roku, z inicjatywy profesora konserwatorium lwowskiego, Arsenija Kotlarewskiego zdemontowane i wywiezione do Taszkentu w Uzbekistanie, gdzie przepadły w pożarze tamtejszej filharmonii. Część dzieł sztuki zachowała się jednak w dobrym stanie, między innymi drewniany strop w nawie głównej projektu Franciszka Mączyńskiego oraz dwa ołtarze boczne.
Powstanie niepodległej Ukrainy zmieniło sytuację Ormian i ich katedry. Starania o zwrot świątyni rozpoczęły jednocześnie dwie grupy wiernych: Ormianie, którzy napłynęli do Lwowa po II wojnie światowej, głównie z Armenii (skupieni w Apostolskim Kościele Ormiańskim) oraz nieliczni polscy Ormianie, którzy nie wyjechali z Galicji po II wojnie światowej (wierni Kościoła katolickiego obrządku ormiańskiego). W październiku 1991 Katolikos Wszystkich Ormian, Wazgen I, wysłał do Lwowa archimandrytę (wartabeda) Nathana Oganiesiana i mianował go zwierzchnikiem Apostolskiego Kościoła Ormiańskiego na Ukrainie.
10 stycznia 1997 roku we Lwowie została oficjalnie ustawiona diecezja Apostolskiego Kościoła Ormiańskiego na Ukrainie obejmująca Ormian przybyłych na Ukrainę po II wojnie światowej. 15 maja tego samego roku katolikos Karekin I Sarkisjan wyświęcił Nathana Oganiesiana na biskupa.

### XXI wiek

#### Przekazanie katedry Apostolskiemu Kościołowi Ormiańskiemu (2001)

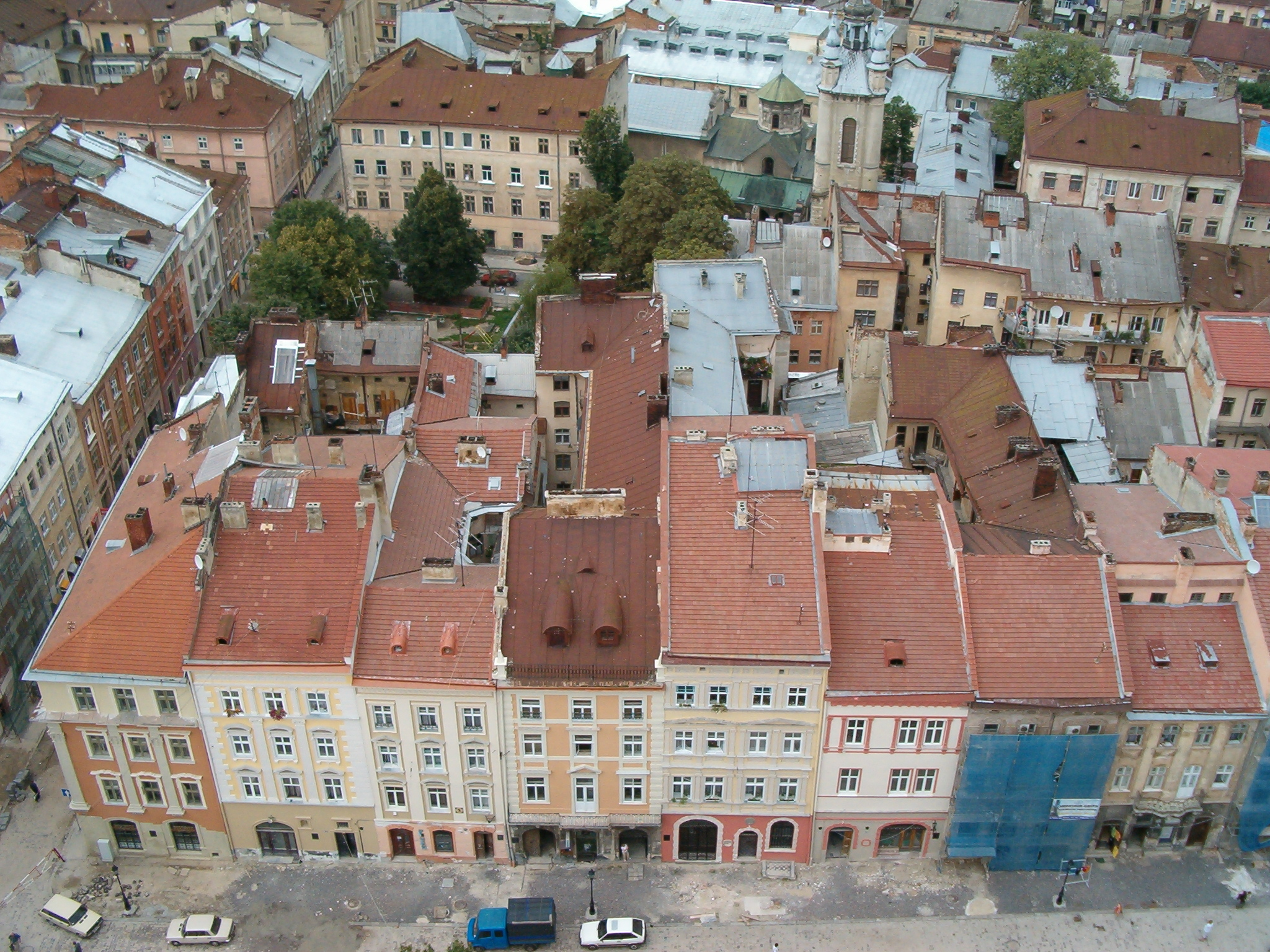
Katedra ormiańska wśród staromiejskiej zabudowy Lwowa (na dalszym planie)

Odrodzona, choć nieliczna lwowska wspólnota ormiańskokatolicka miała nadzieję na zwrot katedry, ale w grudniu 2000 roku władze przekazały diecezji Apostolskiego Kościoła Ormiańskiego starą jej część. 5 stycznia 2001 roku w wigilię Bożego Narodzenia odbyła się w odzyskanej części świątyni pierwsza od pięćdziesięciu lat msza święta w języku ormiańskim i obrządku wschodnim. We mszy wzięło udział około 200 wiernych. Rok 2001 był dla Ormian jubileuszem 1700-lecia przyjęcia chrześcijaństwa przez Armenię. 25 czerwca 2001 katedrę ormiańską we Lwowie odwiedził papież Jan Paweł II w ramach swej pielgrzymki na Ukrainę. Spotkał się przy tej okazji ze zwierzchnikiem Apostolskiego Kościoła Ormiańskiego Karekinem II Nersisjanem. Zwiedził również katedrę, szczególną uwagę poświęcając malowidłom Rosena, którego twórczość znał. W dniach 29 października–9 listopada wizytę we Lwowie (pierwszą historycznie tej rangi) złożył zwierzchnik Kościoła ormiańskokatolickiego, patriarcha Nerses Bedros XIX z Bejrutu.
W grudniu 2002 roku władze Lwowa przeniosły zbiory muzealne w inne miejsce, przekazując kościołowi ormiańskiemu dla potrzeb kultu nawę główną i zachodnią część katedry.

#### Ponowne poświęcenie katedry (2003)
W 2003 roku katedrę odwiedził zwierzchnik Apostolskiego Kościoła Ormiańskiego Karekin II Nersisjan. 18 maja w towarzystwie trzech biskupów Kościoła ormiańskiego i licznych gości z dokonał ponownego poświęcenia świątyni i odprawił uroczystą mszę świętą. Wśród przybyłych gości byli między innymi: przewodniczący parlamentu ormiańskiego Armen Chaczatrian, prezes Związku Ormian Ukrainy Nver Mchitarian, francuski piosenkarz pochodzenia ormiańskiego Charles Aznavour z synem, aktor Armen Dżigarchanian i ambasador Armenii na Ukrainie Gracz Silvanian. Ukraiński Kościół Prawosławny Patriarchatu Moskiewskiego reprezentował biskup Augustyn, natomiast Kościół katolicki obrządku bizantyjsko-ukraińskiego kanclerz archieparchii lwowskiej Mychaił Dymyd i dziekan Jarosław Czuchnyj. Rząd Ukrainy reprezentował kierownik urzędu ds. wyznań Wiktor Bondarenko. W uroczystościach konsekracyjnych wziął też udział były prezydent Ukrainy Łeonid Krawczuk.

#### Renowacja (2006–2013)

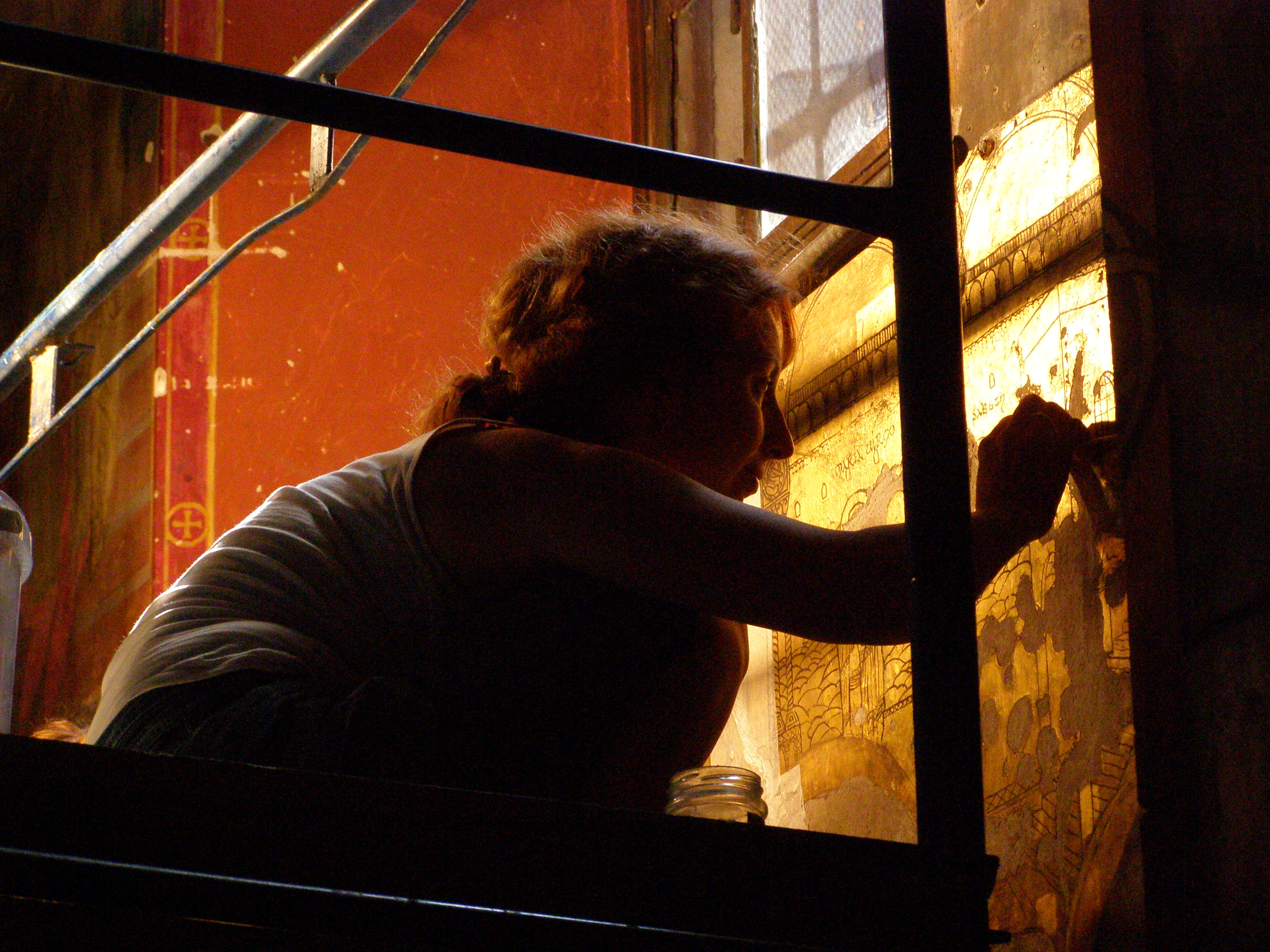
Prace renowacyjne we wnętrzu katedry

W latach 2006–2013 przeprowadzono w katedrze prace konserwatorskie, których łączny koszt wyniósł ponad 1,5 mln złotych (ponad 4 mln hrywien). Prace podzielono na 6 etapów. Część prac konserwatorskich sfinansowała Rada Miejska Lwowa, część Ministerstwo Kultury i Dziedzictwa Narodowego oraz Fundacja Kultury i Dziedzictwa Ormian Polskich. Pomoc i wsparcie okazała też parafia ormiańskiej na czele z proboszczem, Tadeosem Geworgianem oraz Towarzystwo ormiańskie we Lwowie. W 2009 roku odnowiono dzwonnicę, a na kopule wymieniono blachę miedzianą. Elewacja otrzymała nową kolorystykę, opracowaną na podstawie badań zachowanych tynków i z zastosowaniem dawnej technologii. Na frontonie zamontowano krzyż, zachowany dotychczas w katedrze. Prace renowacyjne wykonało przedsiębiorstwo Stella według projektu architektów Zenona Łagusza i Aleksandry Kułyńskiej z biura Ukrzachidprojekrestawtacija. Renowacją objęto też mur od strony ulicy Ormiańskiej oraz bramę wejściową, przez którą, zakończeniu remontu dziedzińca, prowadzić będzie główne wejście. Konserwacji poddano najbardziej zniszczone polichromie na ścianie nawy południowej, najstarsze ormiańskie malowidło ścienne (pochodzące z XVI wieku) oraz witraż w kopule zachodniej. Szczególną uwagę poświęcono malowidłom Jana Henryka Rosena, które, od lat niekonserwowane, były bardzo zniszczone, co było widoczne w zatarciu rysunków niektórych z nich lub zniknięciu części elementów (jak w przypadku Ofiary Abrahama). Prace konserwacyjne wykonała grupa polsko-ukraińska, w skład której wchodziły: po stronie ukraińskiej – Inna Dmytruk-Sorochtej ze Lwowskiej Galerii Sztuki i Rusłana Herman z Czerwonogradu, a po stronie polskiej – Joanna Czernichowska, Agnieszka Pawlak i Agnieszka Kalbarczyk. Przeprowadzono też całkowitą konserwację drewnianego ołtarza Ukrzyżowanie na dziedzińcu południowym katedry. Zrealizowała ją polsko-ukraińska grupa konserwatorska pod kierownictwem Andrzeja Kazberuka, przy wsparciu finansowym Ministra Kultury i Dziedzictwa Narodowego, we współpracy z Fundacją Kultury i Dziedzictwa Ormian Polskich oraz szeregu lwowskich organizacji i fundacji. W kolejnych latach katedra została objęta projektem rewaloryzacyjnym, zrealizowanym w ramach programu Ministra Kultury i Dziedzictwa Narodowego „Dziedzictwo Kulturowe”. W 2013 roku zakończono wszystkie prace konserwatorskie przy malowidłach Jana Henryka Rosena. Jako ostatnia została poddana renowacji Śmierć św. Katarzyny Aleksandryjskiej wraz z otaczającą ją polichromią. Zrekonstruowano również zniszczony fragment ornamentu nad wejściem północnym oraz ramę okienną nad nim. Prace konserwatorskie zakończono przed uroczystościami 650-lecia katedry ormiańskiej we Lwowie. Zarząd katedry natomiast zorganizował remont i uporządkowanie dziedzińców południowego i północnego.

#### 650-lecie katedry (2013)

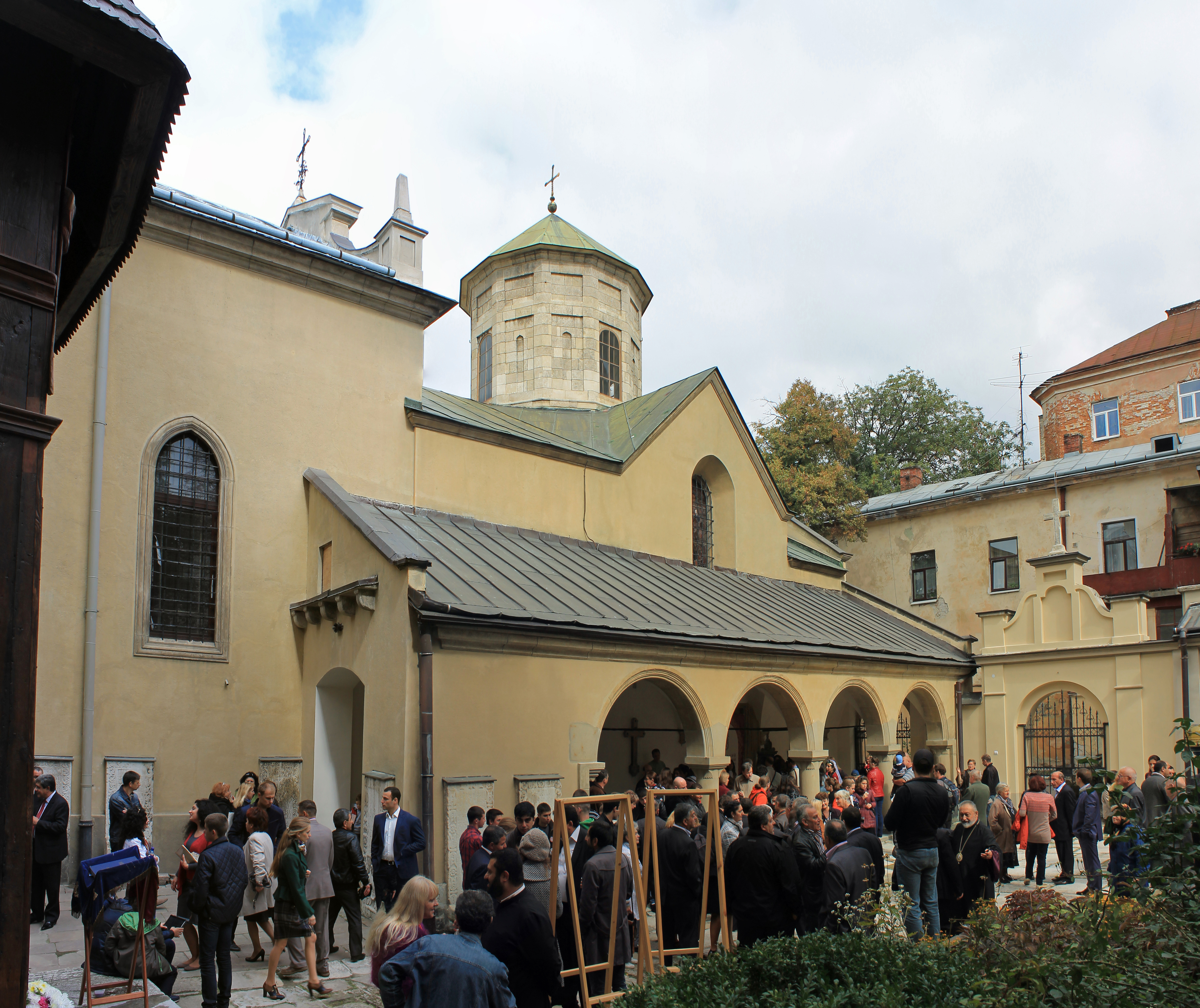
Uroczystości 650-lecia katedry, 15 września 2013

Jubileusz 650-lecia katedry ormiańskiej zorganizowały wspólnie Społeczny Komitet Jubileuszu 650-lecia Lwowskiej Katedry Ormiańskiej (powołany w grudniu 2012 roku organizacje ormiańskie w Polsce), Apostolski Kościół Ormiański we Lwowie, konsulat RP we Lwowie, społeczne organizacje Ormian na Ukrainie i władze miejskie Lwowa. Uroczystości jubileuszowe odbyły się w dniach 14–15 września 2013 roku. 14 września w Lwowskiej Narodowej Naukowej Bibliotece Ukrainy im. Wasyla Stefanyka (dawnej siedzibie Ossolineum) odbyła się konferencja popularnonaukowa, poświęcona historii Ormian i dziejom katedry, przygotowana przez stronę polską, a wieczorem w archikatedrze lwowskiej odprawiona została msza w liturgii ormiańskokatolickiej (władze Apostolskiego Kościoła Ormiańskiego na Ukrainie nie wyraziły zgody na odprawienie tej mszy w katedrze ormiańskiej). 15 września w godzinach przedpołudniowych na dziedzińcu południowym katedry ormiańskiej nastąpiło oficjalne przekazanie odrestaurowanej kaplicy zwanej Golgotą. Restauracji zabytku dokonała grupa polskich i ukraińskich konserwatorów pod kierunkiem Andrzeja Kazberuka z Warszawy. Całość prac sfinansowało Ministerstwo Kultury i Dziedzictwa Narodowego. Wieczorem w katedrze ormiańskiej odprawiona została msza w liturgii św. Grzegorza Oświeciciela. Po przerwie odbył się koncert pieśni jubileuszowych, skomponowanych specjalnie na tę okazję przez warszawskiego kompozytora, Krzysztofa Marię Teodorowicza.

#### Późniejsze dzieje
16 grudnia 2021 roku w katedrze ormiańskiej odbyły się uroczyste obchody 30-lecia odnowienia  działalności ormiańskiego Kościoła Apostolskiego na Ukrainie. W uroczystości  uczestniczył zwierzchnik ormiańskiego Kościoła Apostolskiego w tym państwie, biskup Markos Oganesian, proboszcz katedry, o. Karapet Garibjan wraz z diakonami a także księża ormiańscy z innych ukraińskich parafii ormiańskiego Kościoła Apostolskiego. Udział wzięli również duchowni lwowskiego kościoła greckokatolickiego, rzymskokatolickiego i prawosławnej Ukraińskiej Cerkwi Autokefalicznej, a z gości świeckich – konsul honorowy Armenii we Lwowie, Horik Geworgian oraz prezes gminy ormiańskiej w tym mieście, Awet Saradzjan. Po uroczystej liturgii została otwarta wystawa ormiańskich pamiątek kościelnych.   
W marcu 2022 roku, po rozpoczęciu pełnoskalowej agresji Rosji na Ukrainę, Rada Miejska Lwowa podjęła decyzję o zabezpieczeniu cennych zabytków miasta przed działaniami wojennymi. W ramach zrealizowanych przedsięwzięć zdemontowano drewnianą rzeźbę Zbawiciela z Katedry Ormiańskiej i przeniesiono ją do schronu przeciwlotniczego.

## Architektura
Katedra Ormiańska Wniebowzięcia NMP we Lwowie stanowi jedyny w swoim rodzaju przykład architektury o rysach orientalnych w Europie Środkowej. Wyjątkowość katedry ma związek ze specyficznym fenomenem wielonarodowego charakteru Lwowa, kształtującym przez stulecia charakterystyczne oblicze tego miasta.

Katedra ormiańska, prześliczny wschodni zakątek, tworzy najżywsze zainteresowanie budzący zabytek starego Lwowa, (...) stanowi dla siebie jakby zamknięty świat, jakby skrawek ziemi ze Wschodu wycięty i żywcem na naszą ziemię przeniesiony.

Katedra składa się z trzech części:

### Część najstarsza (XIV wiek)

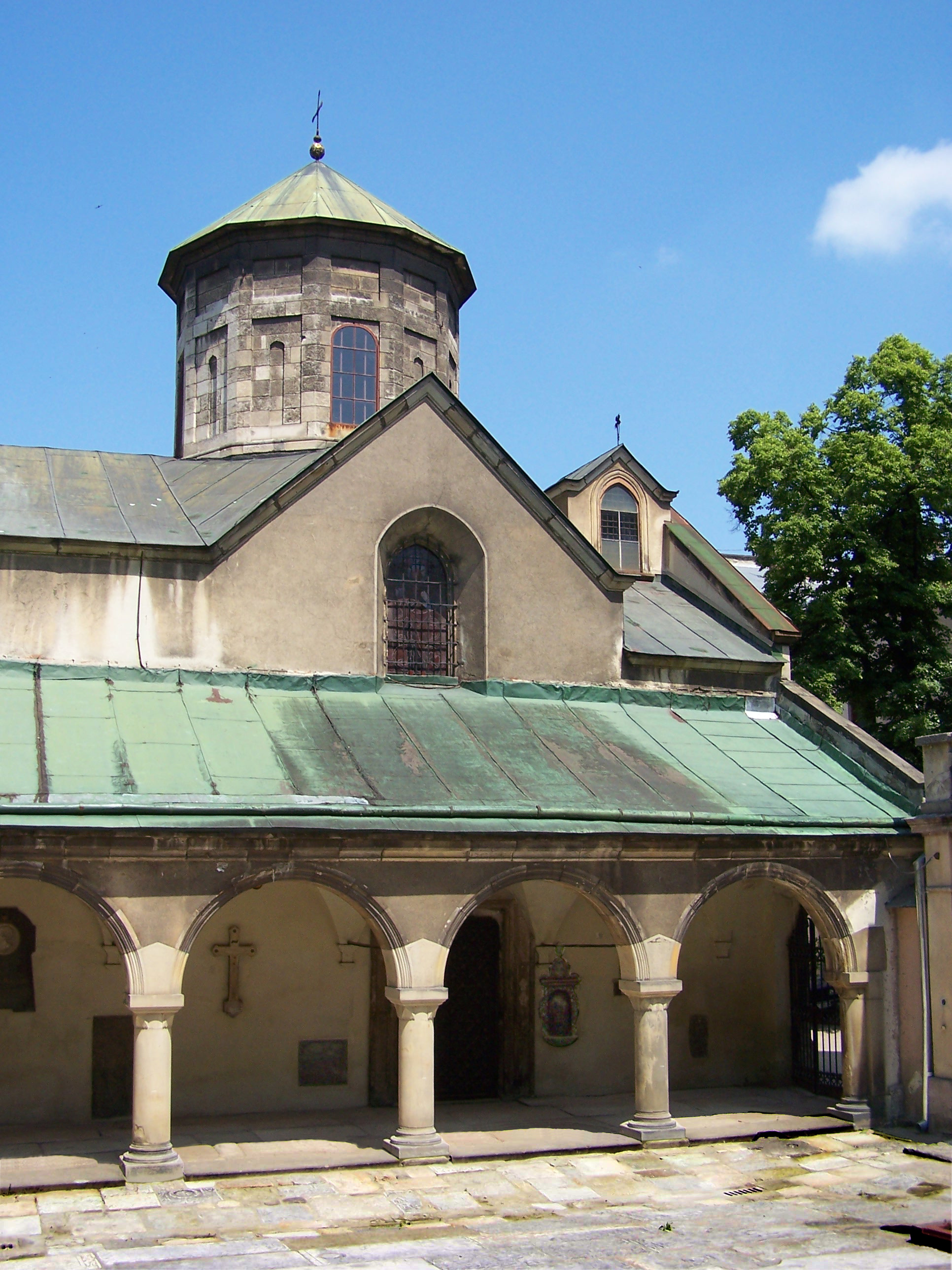
Najstarsza część katedry z krużgankiem

Część najstarsza (prezbiterium), pochodząca z XIV wieku, została zbudowana w stylu wschodnioromańskim i rozciąga się od apsydy do ambony. Oparta jest na planie krzyża greckiego o nieco wydłużonych ramionach, wschodnim i zachodnim, wpisanego w prostokąt zbliżony do kwadratu. Ramiona krzyża tworzą obecnie – odpowiednio – prezbiterium z apsydą i część nawy. Z zewnątrz budynek ma okładzinę z kamienia ciosowego. Cztery pokryte wschodnim ornamentem filary dzielą te część katedry na trzy nawy, transept i prezbiterium, zamknięte półkolistą apsydą. Prezbiterium flankują się dwie kaplice, również zamknięte apsydami. Apsydy z zewnątrz pokryte są arkadami wspartymi na cienkich kolumnach. W 1908 roku gzyms i obramienia okien udekorowane zostały ornamentem.
Na dachu wznosi się kopuła wypełniona glinianymi naczyniami (przypuszczalnie dla polepszenia akustyki) i wsparta na wysokim, dwunastobocznym bębnie. Do ściany południowej przylega czteroarkadowy krużganek, w którym znajduje się pierwotny portal wejściowy (dziś zamurowany od wewnątrz). Podobny krużganek po stronie północnej także został zamurowany, a dziś na jego miejscu znajdują się dwie zakrystie. Z zakrystii pierwszej do nawy prowadzi wejście ujęte w późnorenesansowy portal, zbudowany w 1671 roku, z bogatym ornamentem roślinnym i kartuszem.

### Część środkowa (XVII wiek)
Część środkowa (zachodnia część nawy głównej) powstała w roku 1630 w wyniku rozbudowy katedry w stylu renesansowym. Po XX-wiecznej modernizacji pokrywa ją drewniany, kasetonowy strop, ozdobiony ornamentem roślinnym.

### Część najnowsza (XX wiek)
Do obu najstarszych części katedry na początku XX wieku dobudowano od zachodu wyższą halę na rzucie prostokąta tzw. gawit. Od północy przylega do niej kaplica Przenajświętszego Sakramentu, przebudowana w 1924 roku z dawnego skarbca oraz kruchta, stanowiąca wejście z dziedzińca północnego. W 1908 roku od strony zachodniej dobudowano do gawitu kaplicę kopułową z małą kopułą pokrytą dekoracją mozaikową o motywach orientalnych. W kaplicy zbudowano chór muzyczny z kamienną balustradą, wsparty na konsolach. Do kaplicy z kolei dobudowano kruchtę, z którą łączy się wejście główne od ul. Krakowskiej. Nieukończona brama wejściowa i elewacja kruchty od strony ul. Krakowskiej zostały udekorowane ornamentem z rzędów wystających cegieł.

## Wyposażenie wnętrza

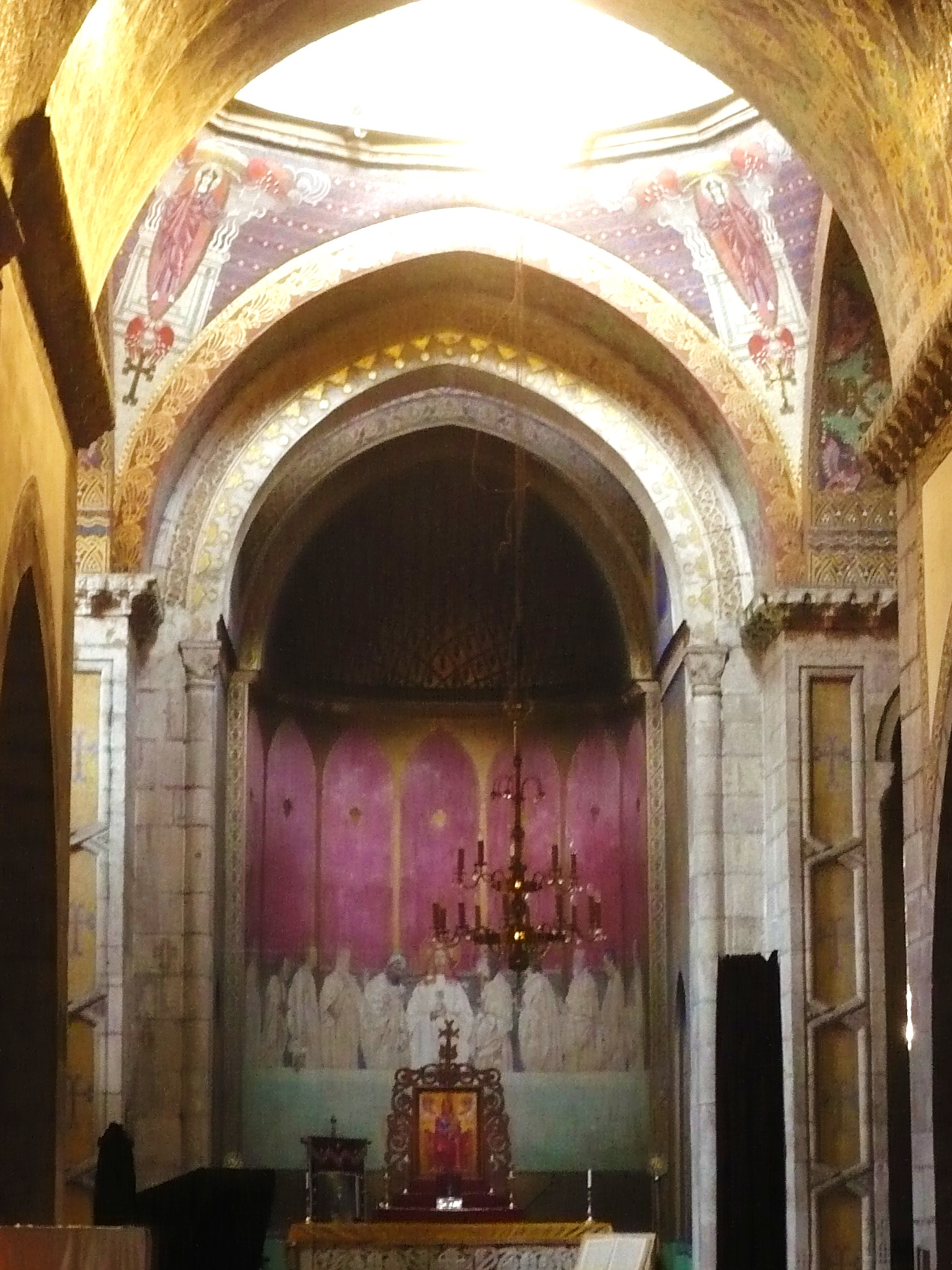
Ołtarz główny

Wyposażenie katedry ormiańskiej stanowią: ołtarz główny, dwa ołtarze boczne, marmurowy tron biskupi i marmurowa ambona.
Ołtarz główny zdobi antepedium z białego marmuru, udekorowane płaskorzeźbioną wicią roślinną na pozłacanym tle. Po obu stronach ołtarza stoją ołtarze boczne, wykonane w 1931 roku według projektu Mieczysława Teodorowicza. Mają one identyczną budowę, składają się z cokołu, tabernakulum i ram, w które oprawione są obrazy. Ozdobą marmurowych antependiów ołtarzy są reliefy (ołtarz południowy) i medaliony (ołtarz północny) z początku lat 30. XX wieku w stylu Art déco, przedstawiające odpowiednio sceny z życia Jezusa i Maryi. Autorką tych dekoracji była lwowska rzeźbiarka Jadwiga Horodyska. W ołtarzach znajdują się dwa cudowne obrazy z XVI–XVII wieku: Matka Boża Kamieniecka z Dzieciątkiem (ołtarz północny) i Św. Grzegorz Oświeciciel.
We wnętrzu katedry i pod jej posadzką zachowało się kilka płyt nagrobnych i epitafiów. Do najbardziej interesujących należy płyta nagrobna patriarchy eczmiadzyńskiego Stefana V Salmasteci, zmarłego we Lwowie w 1551 roku oraz epitafia Anny Augustynowiczowej i arcybiskupa Izaaka Mikołaja Isakowicza. Pod posadzką katedry znajdują się groby kilku arcybiskupów ormiańskich, w tym Mikołaja Torosowicza. Duża nagrobków znajduje się na zewnątrz katedry, na jej ścianach lub na ścianach sąsiednich budynków.

## Wystrój wnętrza
Gzyms wieńczący filary jest ozdobiony kamienną dekoracją stalaktytową, przypominającą arabskie mukarnasy, wywodzącą się ze sztuki islamu, podobnie jak motywy ornamentalne, wykonane w płaskim reliefie, zdobiące archiwoltę łuku tęczowego. Dekoracja rzeźbiarska oraz kamienne płyty z ozdobione tradycyjnymi ormiańskimi krzyżykami wotywnymi, tzw. chaczkarami stanowiły przypuszczalnie pierwotną dekorację świątyni. Chaczkary zostały wykute w kamieniu lub umieszczone na albastrowych tabliczkach. W tej części świątyni zachowało się około 100 chaczkarów, z których najstarsze pochodzą z przełomu XIV/XV wieku. W późniejszym okresie ściany wraz z ich rzeźbiarską ornamentyką zostały pokryte warstwami zaprawy, na której wykonano malowidła ścienne w stylu bizantyńskim. Charakterystycznym elementem architektury wnętrza katedry są arkady o łukach ostrych, perskich i w ośli grzbiet.

### Malowidła Jana Henryka Rosena

Wnętrze katedry ormiańskiej z malowidłami Jana Henryka Rosena

Wnętrze katedry pokrywają jest malowidła ścienne Jana Henryka Rosena zrealizowane w latach 1925–1927 oraz 1928-1929. Pokrywają ściany nawy i prezbiterium. Sklepienie apsydy ozdobił ornament imitujący mozaikę. Malowidła zostały ujęte zasadniczo w odrębne sceny ﬁguralne umieszczone polach prostokątnych lub podobnych do prostokąta. Przedstawienia ﬁguralne wypełniają całą powierzchnię ścian w sześciu polach trzyprzęsłowej nawy, oddzielonych od siebie parami pilastrów i przeprutych na osi oknami oraz zachodnią ścianę z łukiem tęczowym, łączącą nawę z nową częścią katedry. W prezbiterium znajdują się trzy kompozycje: Ustanowienie Najświętszego Sakramentu (apsyda), Ukrzyżowanie (południowa ściana transeptu) i Hołd pasterzy (ściana północna). Układ malowideł na ścianach północnej i południowej podzielony został na trzy poziome części: pod oknami, między oknami i nad oknami. Poziom dolny i górny tworzą malowidła wielkowymiarowe, natomiast pomiędzy oknami – te mniejszego formatu. Na południowej ścianie nawy, w przęśle III znajdują się sceny z życia i nauczania św. Jana Chrzciciela, których uzupełnieniem są kompozycje w witrażu; kompozycja pod oknem przedstawia Ścięcie św. Jana Chrzciciela (inny tytuł: Gloryfikacja św. Jana Chrzciciela). W oknie znajduje się witraż Sceny z życia św. Jana Chrzciciela. Po obu stronach okna widnieją malowidła Aniołowie z księgą Ewangelii i Aniołowie walczący z rasą padalców, zaś nad oknem Drwal i Tańczące dzieci. W przęśle II są sceny poświęcone Matce Boskiej, jej Niepokalanemu Poczęciu i tajemnicy Wcielenia; pod oknem znajduje się Zwiastowanie Najświętszej Marii Panny. Witraż w oknie przedstawia Drzewo Jessego. Okno flankują figury proroków Ezechiela i Jeremiasza (po lewej stronie) oraz Sybilli Libijskiej i Erytrejskiej (po prawej). Nad oknem przedstawiona została Wizja proroka Eliasza. W oknie przęsła I znajduje się witraż Misteria greckie ku czci „nieznanego Boga”, natomiast nad oknem malowidło Ofiara Abrahama. Malowidła w pierwszych dwóch przęsłach po tej stronie nawy zostały wykonane według schematu Biblii Pauperum. Na zachodniej ścianie nawy znajdują się: Zmysły i równowaga pomiędzy nimi (po stronie południowej) oraz Siedem darów Ducha Świętego (po stronie północnej). Ponad arkadą otwierającą się do nowej części katedry zostały umieszczone cztery wyobrażenia tronów. Na ścianie północnej, w przęśle I, naprzeciw Ofiary Abrahama znajduje się Św. Katarzyna Aleksandryjska niesiona przez aniołów na Górę Synaj. Na ścianie przęsła II, ponownie według schematu Biblii Pauperum, umieszczono wyobrażenia świętych Wspomożycieli: u dołu Pogrzeb św. Odilona, po obu stronach okna – świętych Jerzego i Krzysztofa, a powyżej – św. Idziego. Witraż w oknie przedstawia Wydarzenia z dziejów Ormian lwowskich. W przęśle III, w trzech polach obrazowych, umieszczonych ponad wnęką z ﬁgurą Chrystusa „Dobrego Pasterza” i po jej obu stronach widnieją wizerunki kolejnych świętych spośród Czternastu Wspomożycieli: św. Błażeja, św.Dionizego, św. Pantaleona Męczennika, św. Achacego i św. Cyriaka (nad wnęką), św. Małgorzaty i św. Barbary (po lewej stronie), św. Eustachego, św. Wita i św. Erazma (po prawej). Wschodnia ściana nawy, do której przylegają dwa ołtarze, flankujące łuk tęczowy, została ozdobiona motywami dekoracyjnymi, nawiązującymi do ewangeliarzy ormiańskich, a w części górnej - wyobrażeniami cherubinów i serafinów.

#### Malowidła w prezbiterium

##### Ustanowienie Najświętszego Sakramentu

Ustanowienie Najświętszego Sakramentu

W latach 1928–1929 Rosen wykonał w prezbiterium na ścianie centralnej absydy fresk Ustanowienie Najświętszego Sakramentu. W centrum artysta umieścił postać Chrystusa stojącego za stołem, przykrytym białym obrusem. Po obu jego stronach stoją Apostołowie, zwróceni twarzami w jego stronę, ubrani w powłóczyste, białe szaty. Chrystus trzyma w lewej dłoni kuliste naczynie, a w prawej – hostię. Tło kompozycji stanowią złote arkady wsparte na smukłych kolumnach. Pomiędzy arkadami wiszą wieczne lampy. Przestrzeń pomiędzy nimi jest w kolorze purpurowym. Na sklepieniu apsydy znalazła się dekoracja w formie złotej kratownicy.
W osobach świętych i innych postaciach występujących na malowidłach artysta sportretował wielu swoich przyjaciół i znajomych, miejscowych księży ormiańskich oraz znane lwowskie osobistości. W przypadku apostołów na Ustanowieniu Najświętszego Sakramentu są to święci: Tadeusz (Marian Brzezicki), Andrzej (ks. German Gawroński), Piotr (przypuszczalnie ks. Piotr Aładżadżian), Jan (ks. Jan Lechowski albo Tadeusz Wojciechowski), Jakub Mniejszy (Jan Rosen), Bartłomiej (ks. Adam Bogdanowicz albo ks. Sergiusz Egulian), Mateusz (ks. Dionizy Kajetanowicz) oraz Judasz. Za wyobrażenie Chrystusa posłużył przypuszczalnie ks. Jan [o. Michał] Czartoryski).

##### Ukrzyżowanie
Po prawej stronie prezbiterium znajduje się Ukrzyżowanie (1928), dużych rozmiarów malowidło, wypełniające część ściany zamykającej południowe ramię transeptu, poniżej okna. Artysta potraktował temat w sposób symboliczny, pozbawiając scenę wszelkich historycznych konotacji, a nawet czyniąc ją programowo ahistoryczną; przedstawione przez niego wydarzenie ma charakter ponadczasowy. W geometrycznym centrum kompozycji widnieje krzyż. Przybity do niego Chrystus przedstawiony został jako Król Wszechświata, triumfujący nad pokonaną śmiercią. Poniżej ukazane zostały postacie świętych i świątobliwych osobistości, współtworzących i kształtujących dzieje chrześcijaństwa, od śmierci Chrystusa na Golgocie i misji św. Piotra aż po współczesnych męczenników. Spośród postaci wyróżnia się grupa Matki Boskiej i św. Jana – „umiłowanego ucznia” – którzy stoją pod krzyżem i którzy tradycyjnie towarzyszą przedstawieniom Ukrzyżowania. I tu, podobnie jak na Ustanowieniu Najświętszego Sakramentu, artysta sportretował znane osobistości, w tym trzech arcybiskupów lwowskich. Jako Chrystus na krzyżu ukazany został Włodzimierz Dzieduszycki, jako Maria – Anna z Dzieduszyckich Wolańska), św. Jan Ewangelista – Tadeusz Wojciechowski, św. Piotr – Tadeusz Zieliński, św. Łukasz – arcybiskup Bolesław Twardowski, św. Benedykt – arcybiskup Andrzej Szeptycki, św. Grzegorz Oświeciciel – arcybiskup Józef Teodorowicz, św. Tomasz z Akwinu – raz jeszcze arcybiskup Józef Teodorowicz i św. Franciszek z Asyżu – Jacek Malczewski.

##### Hołd pasterzy betlejemskich

Hołd pasterzy betlejemskich

Nad wejściem do zakrystii wisi jedyny namalowany na płótnie obraz Rosena Hołd pasterzy betlejemskich (1929), znany też jako Pokłon pasterzy lub Boże Narodzenie. Obraz ten ma mniejsze wymiary niż pozostałe malowidła w prezbiterium, ale podobnie jak one jest ujęty symbolicznie, a nie historycznie; wszystkie te trzy obrazy łączy też purpurowe tło. Centrum obrazu tworzy Maryja z Dzieciątkiem oraz stojące po obu jej stronach dwie pary aniołów adorantów. Maryja została ukazana jako młoda kobieta, siedząca w hieratycznej pozie, z dłońmi rozłożonymi w geście orantki, z Dzieciątkiem na kolanach, ukazanym naturalistycznie, jako niemowlę. Po obu stronach Marii z Dzieciątkiem znajdują się dwie grupy pasterzy; dwaj pasterze klęczą u stóp Marii, a pozostali stoją, z twarzami zwróconymi ku środkowi kompozycji. Za nimi, z prawej strony, widoczny jest św. Józef, ukazany jako brodaty starzec w długiej, ciemnoniebieskiej szacie. Umieszczenie Hołdu pasterzy oraz Ukrzyżowania naprzeciw siebie było zapewne świadomym zamierzeniem, ponieważ od najdawniejszych czasów Narodzenie Chrystusa zestawiano z Jego Zmartwychwstaniem jako początek i koniec Jego ziemskiego życia, a tym samym jako początek i koniec roku kościelnego. Na obrazie do przedstawienia św. Małgorzaty malarz wykorzystał wizerunek Heleny Ottawowej.

#### Malowidła w nawie głównej

##### Ofiara Abrahama
Nad oknem przęsła I znajduje się malowidło Ofiara Abrahama. Scenę Rosen ujął bardzo tradycyjnie, starając się przy tym jak najefektowniej wyzyskać niekorzystną lokalizację przedstawienia. Pośrodku kompozycji, na stosie z polan, umieścił, widoczną tylko w połowie, postać Izaaka z dłońmi skrępowanymi na piersiach. Po prawej stronie znajduje się potężna sylwetka Abrahama, przedstawionego jako siwobrody starzec w czerwonej sukni i rozwianym, ciemnobłękitnym płaszczu. W prawej dłoni Abraham trzyma sztylet, zamierzając zadać śmierć synowi, przed czym powstrzymuje go jasnowłosy anioł w długiej, jasnożółtej tunice. W prawym dolnym rogu kompozycji artysta zaznaczył tradycyjny element ofiary – głowę baranka, który zastąpił Izaaka na stosie ofiarnym; fragment ten, uszkodzony, znany jest jedynie z archiwalnej fotografii.

##### Zwiastowanie Najświętszej Marii Panny

Zwiastowanie Najświętszej Marii Panny

Środkowe przęsło ściany południowej jest poświęcone Matce Boskiej, ze szczególnym uwzględnieniem tajemnicy Jej Niepokalanego Poczęcia. Wielowątkowy program ikonograficzny tej kompozycji został ułożony według schematu Biblii Pauperum. Pole poniżej okna, największe, zajmuje Zwiastowanie – pierwsze wydarzenie na drodze do Wcielenia Chrystusa, będące początkiem boskiego „planu” zbawienia. Konstrukcja obrazu jest wieloplanowa i kulisowa, sprawiająca z powodu wielości nagromadzonych elementów scenograficznych wrażenie quasi-teatralnej. Jej szkielet stanowią dwie, nakładające się na siebie, choć umieszczone na odrębnych planach kolumnady. Kolumnada pierwsza jest zbudowana z czterech smukłych, złotych kolumn, zwieńczonych miniaturowymi pseudojońskimi kapitelami, podpierających prosty architraw. Za nią otwiera się pomieszczenie, w którym znajdują się główni bohaterowie sceny Zwiastowania: Maryja i Archanioł Gabriel. Maryja jest ubrana w skromną, błękitną suknię i przezroczysty welon. Archanioł Gabriel, w bogatych bizantyńskich szatach, pozdrawia ją gestem wzniesionej prawej dłoni oraz słowami wypisanymi na cokole następnej kolumnady, otwierającej się w tle: „Bądź pozdrowiona łaski pełna...”. Tkaniny przy krawędziach malowidła tworzą tło dla Maryi i Archanioła. Wraz z tkaninami wiszącymi nad nimi tworzą one zarazem swoiste kulisy kompozycji kierując wzrok widza w głąb obrazu, ku scenie Niesienia krzyża na tle panoramy Jerozolimy, przedstawionej za następną kolumnadą.

##### Gloryfikacja św. Jana Chrzciciela

Gloryfikacja św. Jana Chrzciciela

Malowidła w III przęśle po stronie południowej są poświęcone św. Janowi Chrzcicielowi, jego naukom oraz jego roli jako poprzednika Chrystusa. Wielkie malowidło poniżej okna, największe rozmiarami, przedstawia scenę ścięcia św. Jana; pola po obu stronach okna oraz ponad nim znalazły się sceny ilustrujące kazania świętego, a w kompozycjach w witrażu – wydarzenia z jego życia. Scena ścięcia św. Jana, z uwagi na swą ikonograficzną wyjątkowość nosiła różne tytuły: „Ścięcie św. Jana Chrzciciela” lub „Noc po ścięciu św. Jana Chrzciciela”, jednak najbardziej adekwatny do jej treści wydaje się tytuł „Gloryfikacja św. Jana Chrzciciela”. Obraz przedstawia sześć unoszących się nad ziemią postaci, ubranych w uroczyste szaty, z płomieniami pod stopami, ukazanych na tle trzech pozłacanych arkad. Nimby wokół głów wskazują, iż są to aniołowie. Anioł stojący w centrum kompozycji podtrzymuje pozbawione głowy ciało św. Jana, z ramionami wzniesionymi ku górze i z trzema jaśniejącymi, koncentrycznymi kręgami w miejscu, gdzie przedtem była jego głowa. Pozostali aniołowie towarzyszą im trzymając swoiste atrybuty świętego: skrwawiony topór, którym ścięto św. Jana i bogato zdobioną latarnię z napisem Joannes (w nawiązaniu do cytatu z Ewangelii św. Jana: „On był świecą gorejącą i świecącą” (J 5, 35). Anioł po prawej stronie trzyma na misie głowę św. Jana, tak jak ją otrzymała Salome. Za aniołem stoi matka św. Jana, św. Elżbieta, ukazana jako stara kobieta ubrana w brunatnobrązową szatę i seledynowy szal, podtrzymywana przez młodego mężczyznę. Pozostali aniołowie stoją w głębi. Po lewej stronie, spoza prześwitu arkady widoczna jest pogrążony w mroku dalszy fragment pomieszczenia, a w nim Herod Antypas przyglądający się wydarzeniu ze swoim doradcą. W górnej części kompozycji, na łukach arkad, znajdują się szkice trzech scen: Zwiastowania Zachariaszowi, Ostatniej Wieczerzy oraz Nawiedzenia Najświętszej Maryi Panny.

##### Postacie Czternastu Świętych Wspomożycieli na ścianie północnej

Św. Jerzy (u dołu, z lewej), Św. Krzysztof (u dołu, z prawej), Św. Idzi (o góry)

Naprzeciw kompozycjiGloryfikacja św. Jana Chrzciciela, nad wejściem do kaplicy Najświętszego Sakramentu umieszczono drewnianą, posrebrzaną figurę Chrystusa Dobrego Pasterza dłuta Zofii Rosenówny, siostry Jana Henryka Rosena. Nad framugą znajdują się malowidła przedstawiające postacie Czternastu Świętych Wspomożycieli: św. Błażeja, biskupa ormiańskiego w Sebaście i św.Dionizego, biskupa ateńskiego, św. Pantaleona Męczennika, św. Achacego i św. Cyriaka. Po lewej stronie framugi widnieją postacie świętych męczennic: Małgorzaty i Barbary, po prawej – św. Eustachego, św. Wita, św. Erazma. Stylistyką postacie te nawiązują starochrześcijańskich mozaik. Po prawej stronie okna nad malowidłem Pogrzeb św. Odilona (drugie przęsło) jest przedstawiony Św. Krzysztof z Dzieciątkiem Jezus przechodzący przez rzekę, zaś po lewej – Św. Jerzy zabijający smoka. Nad oknem umieszczona została wielka kompozycja Święty Idzi broniący łani przed myśliwymi. Ukazuje ona najbardziej znany ze Złotej legendy epizod z życia pustelnika, który ratuje ściganą przez młodych myśliwych łanię. Artysta w swej niewyszukanej kompozycji nawiązał do tej legendy realistycznie ukazując postacie myśliwych, pustelnika i zwierząt na teatralnie potraktowanym tle. Pusty, nieprzyjazny krajobraz nawiązuje tu do ascetyzmu św. Idziego, natomiast barwne postacie młodych myśliwych, symbolizują świat ziemski, odmienny od tego, w którym żyje święty.
W pierwszym przęśle znajduje się kompozycja Śmierć św. Katarzyny Aleksandryjskiej. Święta została przedstawiona jako młoda kobieta w prostej, różowej sukni, pokrytej nielicznymi ozdobami, w złotym diademie na głowie i w złotym nimbem wokół niej z wypisanym swoim imieniem. Aniołowie, bliźniaczo podobni do siebie, noszą proste, kremowe tuniki i czerwone płaszcze, a wokół ich głów również widnieją nimby. W kompozycji dominują kolory: białokremowy, różowy i czerwony (symbol męczeńskiej śmierci św. Katarzyny). Tło scenerii tworzy ciemnoszare niebo, pokryte granatowymi obłokami.

##### Pogrzeb św. Odilona

Pogrzeb św. Odilona

Na tej samej ścianie pod oknem, naprzeciw Zwiastowania znajduje się dużych rozmiarów osobliwa kompozycja Pogrzeb św. Odilona (962–1049), piątego opata benedyktyńskiego opactwa w Cluny, który ustanowił Dzień Zaduszny; z uwagi na to Rosen na pogrzebie patrona dusz zmarłych wprowadził duchy zmarłych, ukazane niekonwencjonalnie jako zjawy w habitach z kapturami, nakreślone jedynie linią konturową. Postacie biorące udział w scenie konduktu pogrzebowego są naturalnej wielkości. Na marach ułożone jest ciało zmarłego, ubranego w ozdobny ornat i mitrę, z pierścieniem na prawej dłoni. jego bladą twarz otacza złoty nimb. Orszak ukazany został z boku. Na jego czele idzie św. opat w szatach pontyfikalnych i z pastorałem w lewej ręce. Mary niosą trzej zakonnicy. Pierwszy z nich idzie ze spuszczoną głową i z przymkniętymi oczami. Drugi ma głowę skierowaną w prawo i wpatruje się w zjawy trzymające rzeczywiste, zapalone gromnice. Twarz ostatniego z zakonników, podobnie jak i u duchów, jest zasłonięta kapturem, co sugeruje, iż myślami przebywa on być może w królestwie zmarłych. Z tyłu orszak zamykają dwaj klerycy. Tło pochodu tworzy gwiaździste niebo. Tonacja kompozycji jest ciemnofioletowa.
Ikonograficzne przedstawienie pogrzebu św. Odilona jest tematem bardzo rzadkim, a dzieło Rosena jest, zdaniem historyka sztuki, Władysława Kozickiego pierwszym przedstawieniem tego tematu w historii sztuki europejskiej. Z uwagi na niespotykaną ikonografię i poziom artystyczny (dostosowanie treści do formy artystycznej), a także w zestawieniu z innymi malowidłami Rosena, obecnymi w katedrze jest Pogrzeb św. Odilona dziełem wyjątkowym, należącym do najbardziej osobistych w dorobku tego artysty.
Uzupełnieniem malowideł w nawie głównej jest ornament wypełniający przestrzenie pomiędzy kompozycjami, będący jednocześnie oprawą obrazów oraz dekoracją pilastrów. Powtarzający się w nim znak krzyża oraz charakterystyczne, geometryczno-zwierzęce wzory stanowią nawiązanie do stylu dekoracyjnego iluminowanych manuskryptów ormiańskich.

#### Malowidła na ścianie wschodniej

##### Cherubini i serafini
W górnej części wschodniej ściany nawy, tuż poniżej stropu, zostały namalowane po dwie pary uskrzydlonych istot. Są to okolone złotymi skrzydłami twarze w kształcie tarcz, w jednej parze jasne, w drugiej nieco ciemniejsze, symbolizujące przypuszczalnie serafinów i cherubinów. Pomiędzy nimi, w medalionie na osi ściany, znajduje się chrystogram oraz litery A i Ω.

#### Malowidła na ścianie zachodniej

##### Zmysły i Równowaga pomiędzy nimi
Personifikacje Zmysłów i Równowagi zostały ukazane przeważnie jako postacie o kobiecych rysach twarzy, z których każda trzyma atrybut (czasem nawet dwa) odnoszące się do symbolizowanego przez nią zmysłu. Obecność nimbów wokół ich głów wskazuje, iż są to aniołowie. Pięć postaci umieszczono, jedna nad drugą, w kształt półkola, które wieńczy postać szósta – mężczyzna symbolizujący Równowagę pomiędzy zmysłami. Zaczynając od dołu są to kolejno: Wzrok, określony poprzez antyczne, metalowe lustro, trzymane w prawej ręce, oraz drapieżnego ptaka (przypuszczalnie sokoła) w lewej; Smak, trzymający paterę z owocami; Słuch, grający na instrumencie dętym; Węch, trzymający kwiat w ręku i Dotyk, trzymający w wyciągniętej lewej ręce nastroszonego jeżozwierza. Postać zamykająca kompozycję od góry, symbolizująca Równowagę, trzyma w lewej ręce ołowiany pion na długiej nitce. Wszystkie personifikacje ubrane są w obszerne szaty, przypominające liturgiczne.

##### Siedem darów Ducha Świętego
Po przeciwnej stronie arkady znajduje się Siedem darów Ducha Świętego, stanowiących ewidentnie odpowiednik Zmysłów i ukazanych, podobnie jak one, jako personifikacje. Siedem postaci aniołów (o twarzach młodzieńców i dziewcząt), ubranych i scharakteryzowanych podobnie jak te uosabiające Zmysły, rozmieszczono w trzech grupach. Pierwsza trójka wspina się do góry wzdłuż ukośnej linii skierowanej w prawo; ponad nimi, na osi kompozycji, znajduje się tylko jedna postać, a powyżej niej, w równym szeregu zostały przedstawione kolejne trzy figury. Każda z figur nosi szaty w innym kolorze, a sześć personifikacji trzyma również atrybuty. Zaczynając od dołu, postać w szacie żółtej trzyma gałązkę dębu z żołędziem; postać w szacie cynobrowej – gałązkę z owocem cytryny; postać w białej szacie – gałązkę śliwy; samotna postać w szacie błękitnej – jabłko. W rozłożonych dłoniach postaci w różowej szacie widoczny jest kolorowy łuk tęczy. Postać w szacie białej, ledwie widoczna, nie ma żadnego widocznego atrybutu. Postać ostatnia, w szacie seledynowo-zielonej, trzyma w prawej dłoni cyrkiel. Na podstawie trzymanych przedmiotów trudno jednak przypisać konkretne dary poszczególnym personifikacjom.

##### Trony
Trony zostały ukazane jako cztery, jednakowo ujęte, uskrzydlone istoty, adorujące gołębicę Ducha Świętego. Od swych odpowiedników na ścianie wschodniej, cherubinów i serafinów, różnią się jedynie tym, że zamiast twarzy mają kręgi, utworzone ze spiralnie zwiniętych płomieni, otoczone złotymi skrzydłami.

##### Znaki Zodiaku w podłuczu arkady
W podłuczu zachodniej arkady nawy, na ultramarynowym tle wyobrażającym niebo, znajdują się srebrne, konturowe rysunki oznaczające znaki zodiaku, przedstawione w formie tradycyjnie przypisywanych im figuralnych symboli, nawiązujących do kształtu ich macierzystych gwiazdozbiorów. Od strony południowej, od dołu ku górze, są to kolejno: Baran, Byk, Bliźnięta, Rak, Lew i Panna, natomiast po stronie północnej podłucza, ku dołowi: Waga, Skorpion, Strzelec, Koziorożec, Wodnik i Ryby. Niemal identyczny jak we Lwowie pas zodiaku Rosen namalował wiele lat później w Bazylice Niepokalanego Poczęcia w Waszyngtonie. W opisie zawartym w propozycji programu ikonograficznego uzasadnił obecność zodiaku w tym miejscu wyjaśniając, iż zodiak symbolizuje wszechświat rządzony przez przedstawionego w konsze Pantokratora. Jedyna różnica w stosunku do zodiaku lwowskiego polega na tym, że znaki waszyngtońskie są w kolorze złotym i rozpoczynają się od Strzelca, symbolizującego Adwent.

### Mozaika Mehoffera

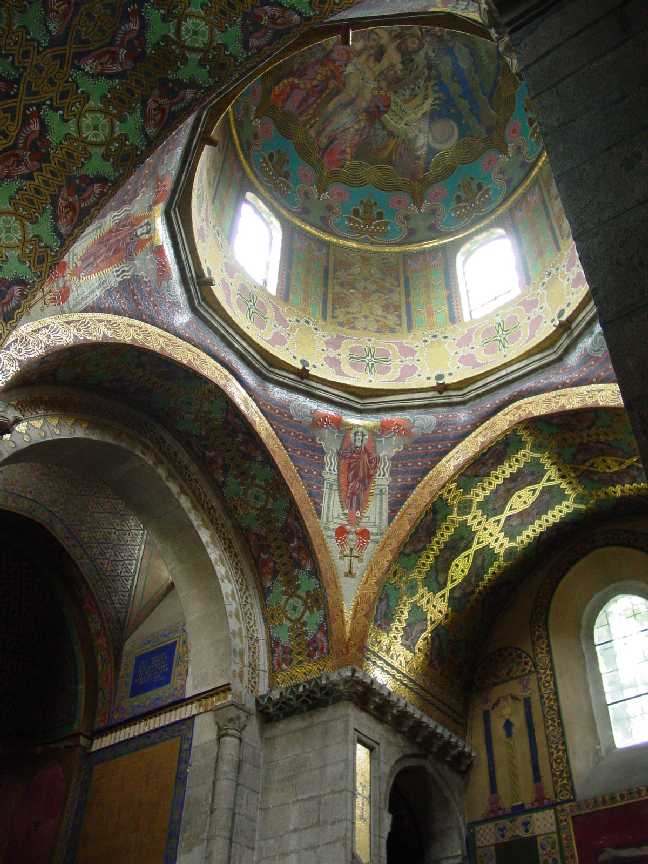
Trójca Święta (fragment) i jedna z Personifikacji

Modernistyczna mozaika, zdobiąca kopułę, XIV-wiecznej części katedry, została zaprojektowana przez Józefa Mehoffera w 1907 roku, a zrealizowana (włącznie z kartonami wykonawczymi) w latach 1910–1913. Motyw ikonograficzny stanowi tu Trójca Święta. Elementem dominującym w kompozycji jest postać Boga Ojca o surowym obliczu, wypełniająca niemal całkowicie centralną część sklepienia kopuły. Z tylu głowy Stwórcy widoczna jest gołębica Ducha Świętego, a po jego prawej i lewej stronie – odpowiednio symbole słońca i księżyca. Na piersi Boga Ojca wspiera się Chrystus, przedstawiony w pozycji na wpół siedzącej, z ramionami uniesionymi ku górze. Jego ciało podtrzymują dwaj klęczący aniołowie. Oryginalna koncepcja Trójcy, a przede wszystkim jej formalne ujęcie z wyraźnym piętnem epoki, należy do najciekawszych przejawów secesji w sztuce polskiej.
Uzupełnieniem Trójcy Świętej są personifikacje czterech cnót, umieszczone w pendentywach. Mehoffer ukazał je jako czarnowłose, ubrane w bordowe szaty kapłanki, w pozie orantek, umieszczone mandorlach na tle ołtarzy oﬁarnych. Takie rozplanowanie kompozycji i wypełniających ją postaci wskazuje, że artysta celowo wybrał typ personifikacji, charakterystyczny dla sztuki wczesnochrześcijańskiej, wykorzystującej z kolei formy przejęte ze sztuki starożytnej.
Pozostałą część kopuły i bęben oraz podłucza wspierających go czterech arkad, wypełnia dekoracja z 1928 roku, złożona z ornamentów geometrycznych z motywem rajskich ptaków, utrzymana w odcieniach błękitu, różu, ochry i matowego złota.

### Witraż i pseudomozaika w nowej kopule

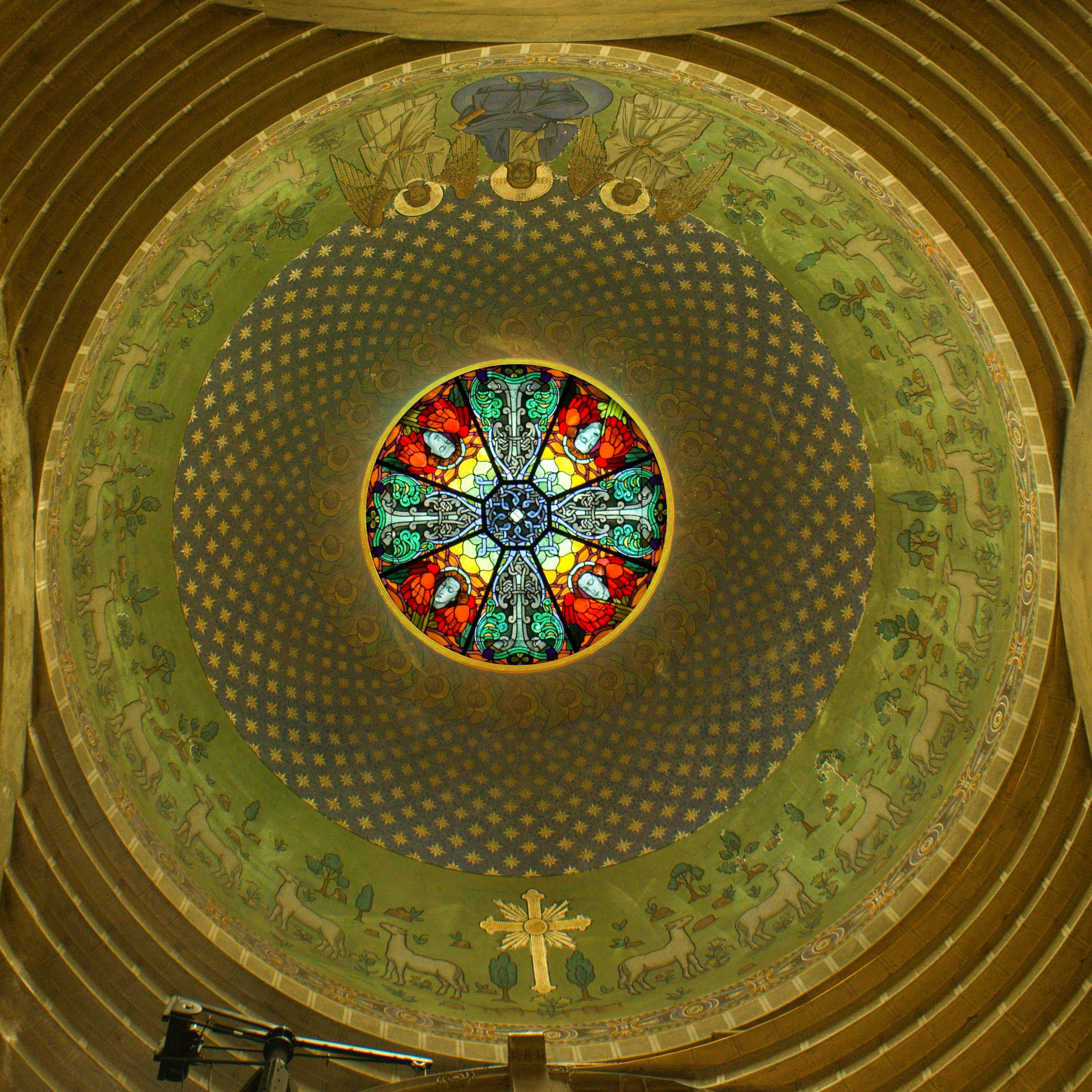
Antoni Tuch, pseudomozaika w kopule nowej części katedry

Projektując dekorację wnętrza nowej kopuły zdecydowano się – w związku z ograniczeniami finansowymi arcybiskupa Teodorowicza – na malowidło ścienne imitujące mozaikę, co było rozwiązaniem tańszym, a przy tym dość efektownym. Kopuła nakrywająca jedyne przęsło będące przedłużeniem katedry w kierunku ulicy Krakowskiej jest wsparta na uskokowych trompach; górna część jej czaszy jest ścięta poziomo, tworząc oculus przeszklony secesyjnym witrażem z cherubinami i motywami roślinnymi, zaprojektowanym około 1909 roku przez Karola Zyndrama Maszkowskiego. Z ośmiu kwater oryginalnego przeszklenia zachowało się siedem. Dzięki temu, że kompozycja składa się z pary modułów powtórzonej czterokrotnie w ośmiu polach, udało się podczas konserwacji witraża uzupełnić brakujące fragmenty na podstawie elementów zachowanych w bliźniaczych polach. Niezachowana część centralna kompozycji, której pierwotnego wyglądu nie udało się ustalić, została zaprojektowana od nowa przez konserwatorów. Projekt Maszkowskiego wykonano przypuszczalnie w krakowskim zakładzie witraży Władysława Ekielskiego i Antoniego Tucha, ponieważ ten ostatni był zatrudniony przy dekoracji malarskiej kopuły, w świetliku której znajduje się witraż. Autorstwo pseudomozaiki, zdobiącej pozostałą część czaszy, było przez długi czas przypisywane Józefowi Mehofferowi, jako że Antoni Tuch był raczej rzemieślnikiem, wykonującym zwykle cudze projekty, niż samodzielnym artystą. Od strony technicznej dekoracja w kopule jest malowidłem imitującym mozaikę, zaś od strony ikonograficznej – połączeniem motywów zaczerpniętych z VI-wiecznych mozaik w apsydach kościołów Rawenny: bazyliki św. Witalisa (Chrystus siedzący na globie w otoczeniu aniołów) i bazyliki św. Apolinarego (owieczki na zielonej łące) oraz z mozaik na sklepieniu Mauzoleum Galli Placydii (gwieździste niebo).

## Otoczenie katedry

### Dziedziniec południowy

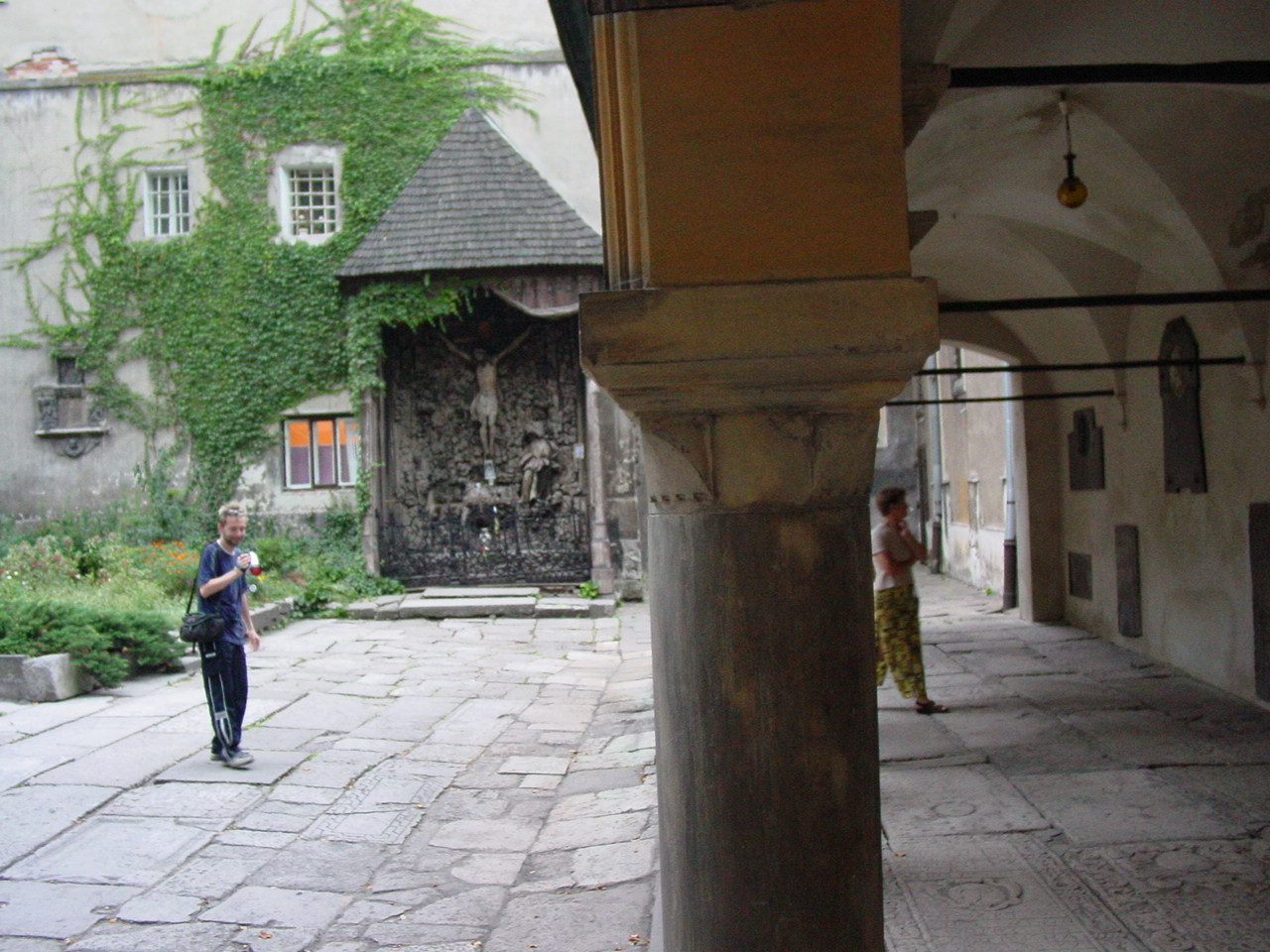
Dziedziniec południowy. W głębi kaplica Męki Pańskiej

Na dziedzińcu południowym od strony ulicy Ormiańskiej, znajduje się dawny cmentarz wyłożony płytami grobowymi (XV–XVIII wiek) z częściowo zatartymi napisami ormiańskimi, łacińskimi i polskimi. Na ścianie przyległej kamienicy umieszczono nagrobki znanych lwowian, m.in.: Łazarza Augustynowicza, Rypsymy Augustynowiczowej, doktora Józefa Żulińskiego i pianisty Karola Mikulego. Przy ścianie sąsiadującej z dziedzińcem kamienicy zbudowano kaplicę-grotę Męki Pańskiej z drewnianą, rokokową rzeźbą Chrystusa Ukrzyżowanego. Tło umieszczonych w kaplicy krucyfiksu oraz figur Matki Boskiej Bolesnej i św. Jana stanowią rzeźbione w drewnie kwiaty. Kaplicę od góry zamyka baldachim, a całość wieńczy trójkątny, wysoki daszek zbudowany z tarcic. Nie wiadomo kto i kiedy wyrzeźbił figurę Chrystusa Ukrzyżowanego. Być może pochodzi ona z belki tęczowej starego, ufundowanego jeszcze przez arcybiskupa Mikołaja Torosowicza wyposażenia katedry lub z jednego ze starych lwowskich kościołów katolickich; mogła też być dziełem snycerzy pracujących przy odnawianiu katedry po pożarze z 1748 roku. Na ścianie katedry umieszczono chrzcielnicę z XVIII wieku. Od zewnętrznej, południowej strony wzdłuż najstarszej części świątyni wzniesiono na przełomie XV i XVI wieku arkadowy krużganek, wsparty na niskich kolumnach. Przebudowany po 1908 roku otrzymał w miejsce zwietrzałych nowe słupy i kapitele, oparte na dawnych wzorach.

### Dziedziniec wschodni (Zaułek Ormiański)

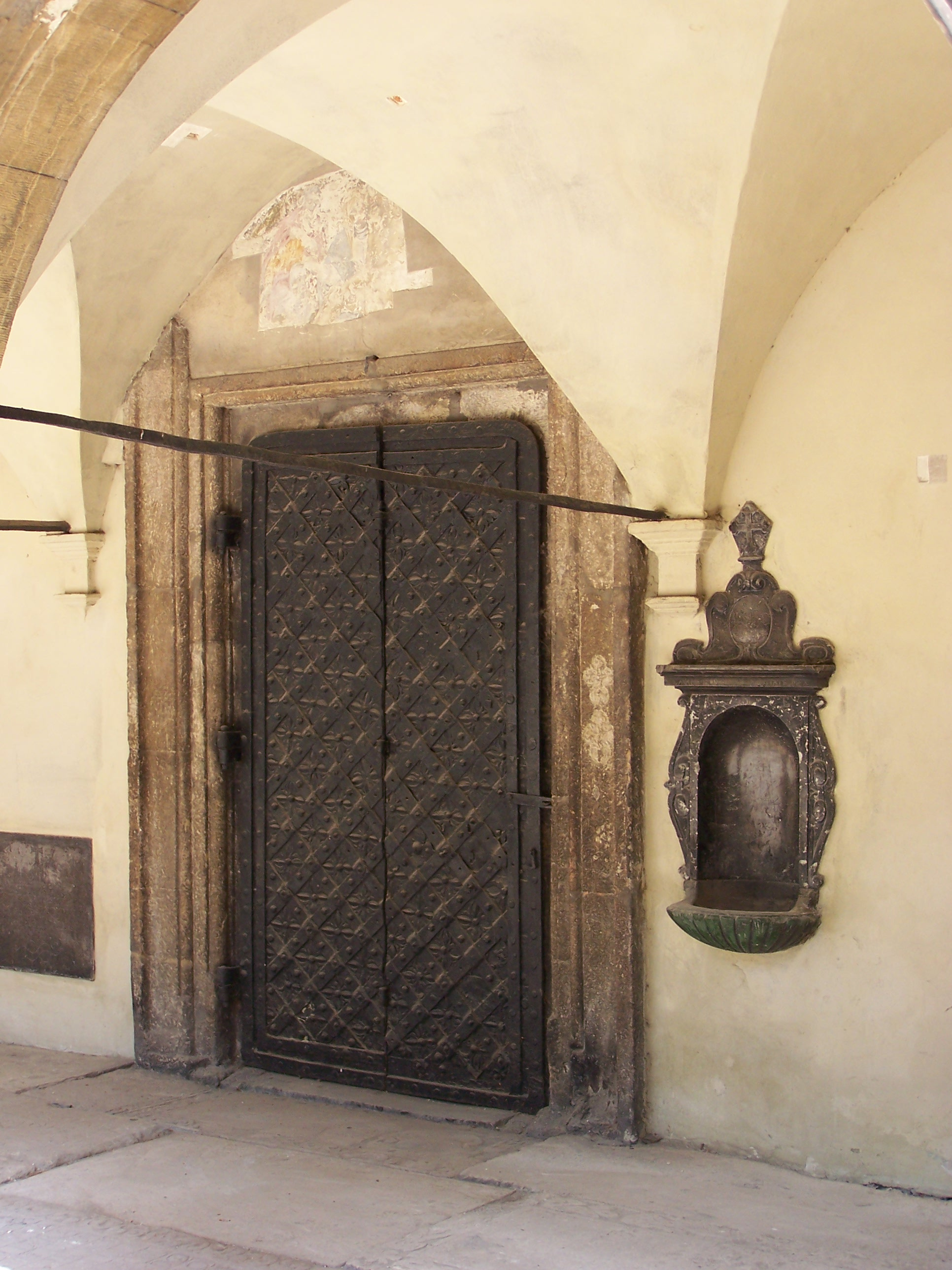
Zaułek ormiański

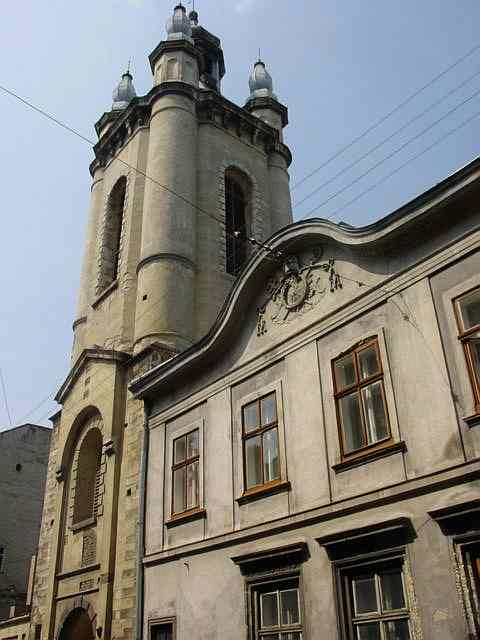
Wieża katedry i pałac arcybiskupów ormiańskich

Dziedziniec wschodni (Zaułek Ormiański lub dziedziniec św. Krzysztofa) leży za bramą dziedzińca południowego i tworzy przejście od ul. Ormiańskiej do ul. Łesi Ukrainki. Wznosi się przy nim kilka budowli zespołu katedralnego. Najbardziej widoczna jest stojąca przy ul. Ormiańskiej wieża-dzwonnica z 1571 roku przebudowana w XIX wieku. Jest to trzykondygnacyjna budowla, zwieńczona hełmem z latarnią i kopułą, otoczonym czterema mniejszymi wieżyczkami. Narożniki drugiej kondygnacji ujęte są w cztery zaokrąglone półbaszty. W dzwonnicy wiszą trzy dzwony, z których dwa pochodzą z lat 1629 i 1723.
W przejściu bramowym przy ul. Ormiańskiej znajduje się renesansowy portal z roku 1571, stanowiący niegdyś wejście do budynku sądu ormiańskiego.
Do dzwonnicy przylega od wschodu piętrowy budynek pałacu arcybiskupów ormiańskich. Przy jego ścianie znajduje się na nim kolumna z figurą św. Krzysztofa z 1726 roku.
Od strony północnej dziedziniec wschodni zamyka piętrowy budynek kapituły ormiańskiej. W jego przyziemiu znajduje się przejście na ul. Łesi Ukrainki. Dziedziniec wschodni łączy się z pozostałymi dziedzińcami za pomocą furt, pochodzących z XVII wieku.

### Dziedziniec północny
Dziedziniec północny leży pomiędzy katedrą a klasztorem benedyktynek ormiańskich. Niegdyś na jego miejscu znajdował się cmentarz, po którym pozostały dwie rzeźby kamienne: Chrystusa ze św. Tomaszem oraz św. Zofii z córkami.

### Klasztor benedyktynek ormiańskich
Początki zgromadzenia benedyktynek ormiańskich sięgają XVI wieku. Około 1630 w okresie sporów z Rzymem zakonnice opuściły swój dom u podnóża Wysokiego Zamku. Po latach powróciły z Kamieńca Podolskiego jako panny zakonu św. Rypsyny. Przyjęły regułę benedyktynek reformy chełmińskiej (1682) i w 1692 roku złożyły śluby zakonne. Osiadły przy katedrze ormiańskiej, gdzie powstał ich klasztor. W XVIII w. kilkakrotnie nawiedzał go pożar. Siostry prowadziły pensję dla dziewcząt. W 1782 ich klasztor odwiedził cesarz Józef II i stwierdził wysoki poziom nauczania. Z tego powodu klasztor benedyktynek ormiańskich nie podzielił losu wielu lwowskich klasztorów i nie został objęty kasatą. W czasie wizyty cesarza w klasztorze żyły 24 zakonnice. W XIX wieku benedyktynki uległy całkowitej polonizacji. Po II wojnie światowej wyjechały ze Lwowa i osiedliły się w Wołowie na Dolnym Śląsku.
Klasztor pobenedyktyński to piętrowy, pozbawiony ozdób budynek z wewnętrznym dziedzińcem o skromnej architekturze. Z katedrą łączy go czteroarkadowy krużganek oraz znajdujące się nad nim kryte przejście. Pod ścianą klasztoru umieszczono kamienną figurę Matki Bożej z XIX wieku.